# Wien Westbahnhof
Der Westbahnhof in Wien bildet als Kopfbahnhof den Ausgangspunkt der Westbahn. Der Bahnhof wurde am 15. Dezember 1858 anlässlich der Inbetriebnahme der „k.k. priv. Kaiserin Elisabeth-Bahn“ von Wien Westbahnhof über Linz Hauptbahnhof nach Linz Südbahnhof feierlich eröffnet. Die 1951 eröffnete Bahnhofshalle steht unter Denkmalschutz und wurde am 21. Dezember 2010 nach zwei Jahren Renovierung wieder zugänglich. Darunter wurde im Herbst 2011 ein unterirdisches Einkaufszentrum fertiggestellt, das sich BahnhofCity Wien West nennt. Die Halle ist zu beiden Seiten von höheren neuen Gebäuden umgeben, in denen u. a. ein Hotel untergebracht ist. 2012 und 2013 gewann der Bahnhof die Wahl zum schönsten Bahnhof Österreichs, 2023 wurde er beim VCÖ-Bahnhof-Test am besten bewertet.
Zwischen 13. Dezember 2015 und dem 14. Dezember 2024 verkehrten alle Fernzüge der ÖBB ab Wien Hauptbahnhof bzw. Wien Meidling. Ab dem Fahrplan 2024/25 verkehrt wieder ein tägliches D-Zugpaar als D 1018/1019 auf der Weststrecke mit Halten in Wien Hütteldorf, St. Pölten Hbf., Linz Hbf. und Attnang-Puchheim über die Salzkammergutbahn nach Stainach-Irdning und zurück. Am Westbahnhof enden zudem alle Fernzüge des Unternehmens „Westbahn“ nach Salzburg Hbf, Innsbruck Hbf, Bregenz, Lindau (Bodensee) Insel, St. Johann im Pongau, München Hbf und Stuttgart Hbf, darüber hinaus der Regionalverkehr nach Niederösterreich, sowie an Wochenenden durch den Nationalpark Gesäuse über Waidhofen an der Ybbs nach Selzthal sowie des Öfteren nach St. Valentin. Außerdem gibt es ab dem 27. Juni 2025, also mit dem „kleinen“ Fahrplanwechsel, eine zusätzliche EuroNight-Verbindung (EN) von Warschau nach Rijeka. Dieser Zug wird auch am Wiener Hauptbahnhof und in Graz halten, wobei allein die Fahrt vom Westbahnhof zur kroatischen Hafenstadt Rijeka an die elf Stunden dauert. Das ist die erste Nachtzugverbindung mit Schlafmöglichkeit seit Dezember 2015.

## Lage
Der Westbahnhof liegt im 15. Wiener Gemeindebezirk, Rudolfsheim-Fünfhaus, an der innerstädtischen, sechs- bis achtspurigen Verkehrsachse Gürtel (Neubaugürtel) und ist mit zwei U-Bahn-Linien (U3, U6) und den Straßenbahnlinien 5, 6, 9, 18, 52 und 60 erreichbar. Die nahe der Südseite des Gebäudes in West-Ost-Richtung verlaufende Mariahilfer Straße stellt wie die U3 eine direkte Verbindung ins Stadtzentrum her.

## Linien, welche ab Wien Westbahnhof verkehren
| Linie    | Verlauf |
| -------- | --- |
| REX51    | Wien Westbahnhof – Wien Penzing – Wien Hütteldorf – Tullnerbach-Pressbaum – Rekawinkel – St. Pölten Hbf |
| CJX5     | Wien Westbahnhof – Wien Hütteldorf – Tullnerfeld – St. Pölten Hbf – Pöchlarn – Amstetten (via Wienerwaldtunnel) |
| WESTbahn | Wien Westbahnhof – Wien Hütteldorf – St. Pölten Hbf – Amstetten – Linz Hbf – Wels Hbf – Attnang-Puchheim – Vöcklabruck – Salzburg Hbf (– Rosenheim – München Ost – München Hbf – Augsburg – Ulm – Stuttgart / – Kufstein – Wörgl Hbf – Innsbruck Hbf – Bregenz – Lindau / – Salzburg Süd – Puch Urstein – Hallein – Golling-Abtenau – Werfen – Bischofshofen – St. Johann im Pongau)                                    |
| S50      | Wien Westbahnhof – Wien Penzing – Wien Hütteldorf – Wien Wolf in der Au – Wien Hadersdorf – Wien Weidlingau – Unter Purkersdorf – Purkersdorf Zentrum – Unter Tullnerbach – Tullnerbach-Pressbaum – Pressbaum – Dürrwien – Rekawinkel – Eichgraben-Altlengbach |
| U3       | Ottakring – Kendlerstraße – Hütteldorfer Straße – Johnstraße – Schweglerstraße – Westbahnhof – Zieglergasse – Neubaugasse – Volkstheater – Herrengasse – Stephansplatz – Stubentor – Landstraße – Rochusgasse – Kardinal-Nagl-Platz – Schlachthausgasse – Erdberg – Gasometer – Zippererstraße – Enkplatz – Simmering                                                                                                   |
| U6       | Siebenhirten – Perfektastraße – Erlaaer Straße – Alterlaa – Am Schöpfwerk – Tscherttegasse – Bahnhof Meidling – Niederhofstraße – Längenfeldgasse – Gumpendorfer Straße – Westbahnhof – Burggasse-Stadthalle – Thaliastraße – Josefstädter Straße – Alser Straße – Michelbeuern-AKH – Währinger Straße-Volksoper – Nußdorfer Straße – Spittelau – Jägerstraße – Dresdner Straße – Handelskai – Neue Donau – Floridsdorf |
| 5        | Praterstern – Friedensbrücke – Franz-Josefs-Bahnhof – Lazarettgasse, Allgemeines Krankenhaus – Lerchenfelder Straße – Westbahnhof |
| 6        | Burggasse-Stadthalle – Westbahnhof – Gumpendorfer Straße – Margaretengürtel – Matzleinsdorfer Platz – Favoritenstraße – Geiereckstraße |
| 9        | Wallrißstraße – Gersthof – Elterleinplatz – J.-Nepomuk-Berger-Platz – Schweglerstraße – Urban-Loritz-Platz – Westbahnhof |
| 18       | Burggasse-Stadthalle – Westbahnhof – Gumpendorfer Straße – Margaretengürtel – Matzleinsdorfer Platz – Hauptbahnhof – Quartier Belvedere – St. Marx – Schlachthausgasse |
| 52       | Westbahnhof – Mariahilfer Straße – Diesterweggasse, Penzing – Baumgarten |
| 60       | Westbahnhof – Mariahilfer Straße – Penzinger Straße – Schloss Schönbrunn – Hietzing – Mauer – Rodaun |
| N6       | Westbahnhof – Gumpendorfer Straße – Matzleinsdorfer Platz – Favoritenstraße – Geiselbergstraße – Enkplatz/Grillgasse |
| N8       | Alterlaa – Hetzendorf – Bahnhof Meidling – Längenfeldgasse – Westbahnhof – Gürtel – Währinger Straße-Volksoper – Gürtel – Handelskai |
| N49      | Hütteldorf, Bujattigasse – Baumgarten – Hütteldorfer Straße – Johnstraße – Schweglerstraße – Westbahnhof – Volkstheater – Kärntner Ring, Oper |
| N54      | Westbahnhof – Ober St. Veit |
| VAL1     | Wien Westbahnhof – Wien Hauptbahnhof – Flughafen Wien |

Weiters verkehren einzelne Züge nach Waidhofen an der Ybbs, Kleinreifling, St. Valentin, Hieflau, und Weißenbach-St. Gallen.

## Bedeutung

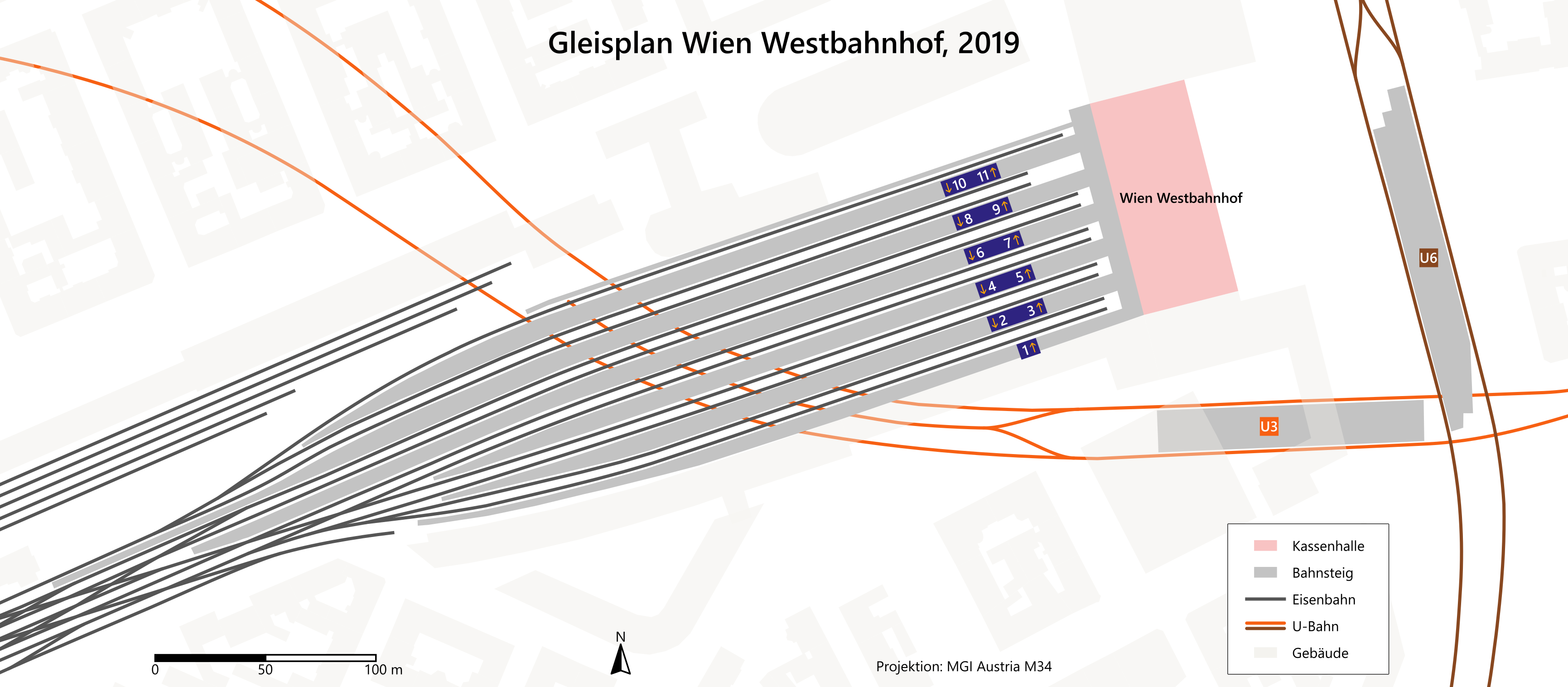
Gleisplan des Bahnhofs mit den U-Bahn-Linien

Bis zum Fahrplanwechsel am 13. Dezember 2015 war der Westbahnhof Ausgangspunkt des Bahnfernverkehrs nach Deutschland, in die Schweiz, nach Frankreich und Belgien und Verladestelle der Autoreisezüge nach Salzburg Hbf, Schwarzach-St. Veit, Innsbruck Hbf, Feldkirch, Düsseldorf Hbf, Hamburg-Altona und Berlin-Wannsee. Da über die Verbindungsbahn Anschluss an die Bahnen nach Italien, Slowenien, Ungarn, Serbien und Rumänien im Süden, Osten und Südosten besteht, wurden auch legendäre Fernzüge wie der Orient-Express einst über Wien Westbahnhof geführt. Da der Westbahnhof ein Kopfbahnhof ist, mussten alle Züge für die Weiterfahrt den Bahnhof entgegen der Einfahrtsrichtung verlassen. Heute bedienen beinahe alle Fernzüge der ÖBB stattdessen die Bahnhöfe Wien Meidling und Wien Hauptbahnhof.
Das private Eisenbahnunternehmen „Westbahn“ bietet seit Dezember 2011 einen Taktverkehr vom Wiener Westbahnhof nach Salzburg an. Im April 2022 wurden sechs Zugpaare pro Tag nach München Hbf verlängert. Mit dem Fahrplanwechsel im Dezember 2022 wurden drei weitere Zugpaare pro Tag nach Innsbruck Hbf verlängert. Nach einigen Fahrplanänderungen verkehren Stand September 2023 nun täglich jeweils fünf Zugpaare nach München und Innsbruck.
Für die ÖBB ist der Westbahnhof weiterhin Ausgangspunkt von im Verkehrsverbund Ost-Region eingebundenen regionalen Verbindungen nach Niederösterreich.
Im Sommer 2019 bestand mit dem Zugpaar REX 5914/5927 (Radtramper Donau) von Wien Westbahnhof nach Passau Hbf (D) und retour eine tägliche direkte Auslandsverbindung.
Mit dem Fahrplanwechsel 2024/25 bekam der InterCity „Salzkammergut“ (Wien Hauptbahnhof > Stainach-Irdning Bahnhof) eine neue Streckenführung zum Wiener Westbahnhof. Außerdem wurde die erste Klasse entfernt, sodass er jetzt zur Kategorie „Schnellzug“ gehört. Seitdem fährt das Zugpaar als D1018/1019 auf dieser Strecke und ist damit die einzige ÖBB Ferverkehrsverbindung am Westbahnhof und bindet die Salzkammergutbahn an die Weststrecke an.
2020 / 2021 wurde unmittelbar neben dem Bahnhof, an der äußeren Mariahilfer Straße, ein Einrichtungshaus des schwedischen Konzerns IKEA erbaut. Der Konzern nützt dort auf fünf Etagen rund 18.000 Quadratmeter. Außerdem ist im Gebäude ein Kettenhotel untergebracht. Im Unterschied zu anderen Ikea-Verkaufsstellen ist diese nicht auf Autofahrer ausgerichtet; auf der Fassade des Neubaus sollen bis zu 150 Bäume wachsen.

## Geschichte

### 1858 bis 1949

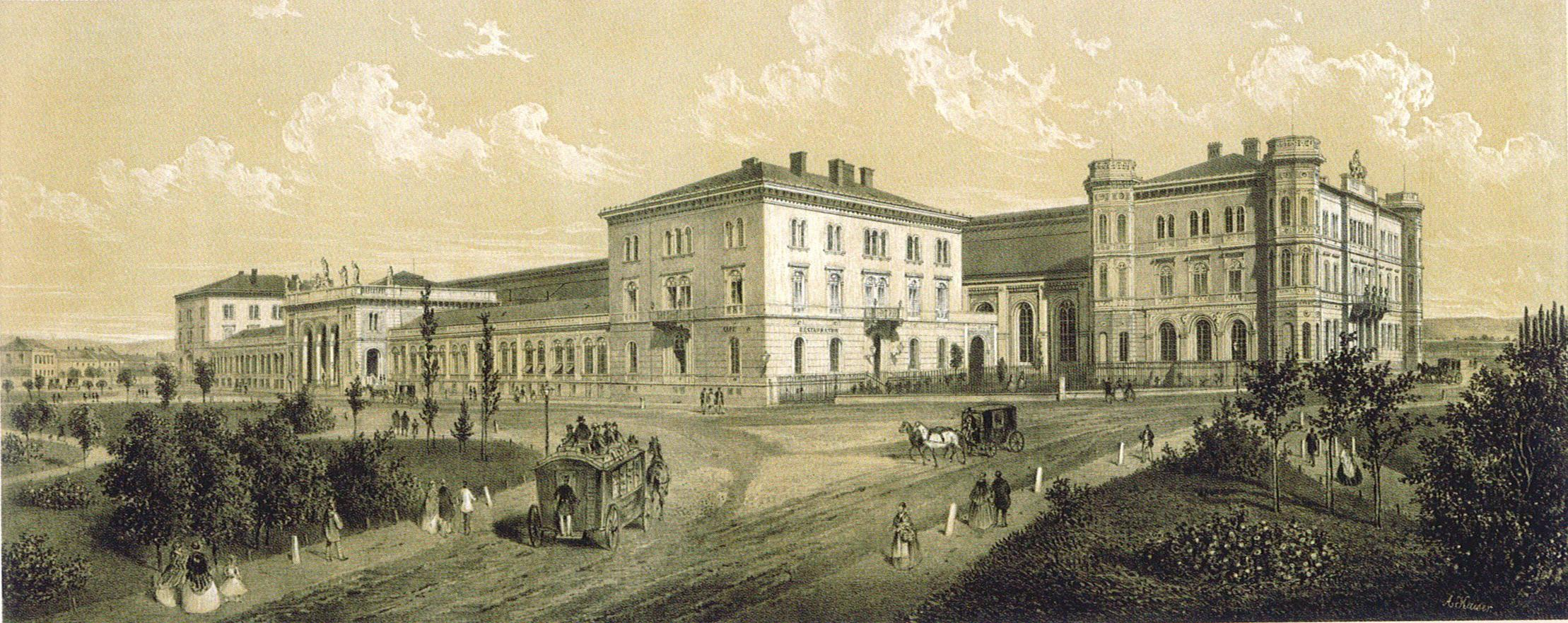
Abfahrtsseite des Bahnhofes (1860)

Der mit der Westbahn – ursprünglich: k.k. privilegierte Kaiserin Elisabeth-Bahn – im Jahr 1858 eröffnete Kaiserin-Elisabeth-Bahnhof wurde vom Bahnarchitekten Moritz Löhr entworfen. Bei seiner Eröffnung lag der Westbahnhof außerhalb der Stadt Wien und des sie umgebenden Linienwalls. Ab 1873 wurde die Gürtelstraße, bald nur Gürtel genannt, parallel zur Stirnseite des Bahnhofs gebaut; der damalige Bahnhof zeigte vom Gürtel aus nur seine Schmalseite. Das repräsentative Eingangsportal lag an der Südseite des Bahnhofs, zur heutigen Mariahilfer Straße hin, also zu der Straße, die den Wohn- und den Arbeitsort des Kaisers (Schloss Schönbrunn und die Hofburg) miteinander verband. 1892 wurden die so genannten Vororte, unter anderem das Bahnhofsareal, eingemeindet. Ab 1894 wurde der Linienwall abgetragen. Seit 1897 verkehrt die erste elektrische Straßenbahnlinie Wiens, seit 1907 (bis heute) Linie 5 oder 5er genannt, vom Westbahnhof zum Nordbahnhof, dem damals wichtigsten Bahnhof Wiens.
Der Bahnhof umfasste vier in historisierendem Baustil errichtete Bauteile. Die Bahnhofshalle war ursprünglich 104 m lang und 27,2 m breit. Sie wurde durch ein eisernes Zeltdach mit Trägern gedeckt und bot Platz für vier Gleise. Ausgeprägte Zungenbahnsteige waren zunächst nicht vorhanden. Die Ausfahrt aus der Halle war von zwei Türmen flankiert. Im Osten schloss ein zweistöckiges Verwaltungsgebäude die Gleisanlage gegen den Gürtel hin ab.

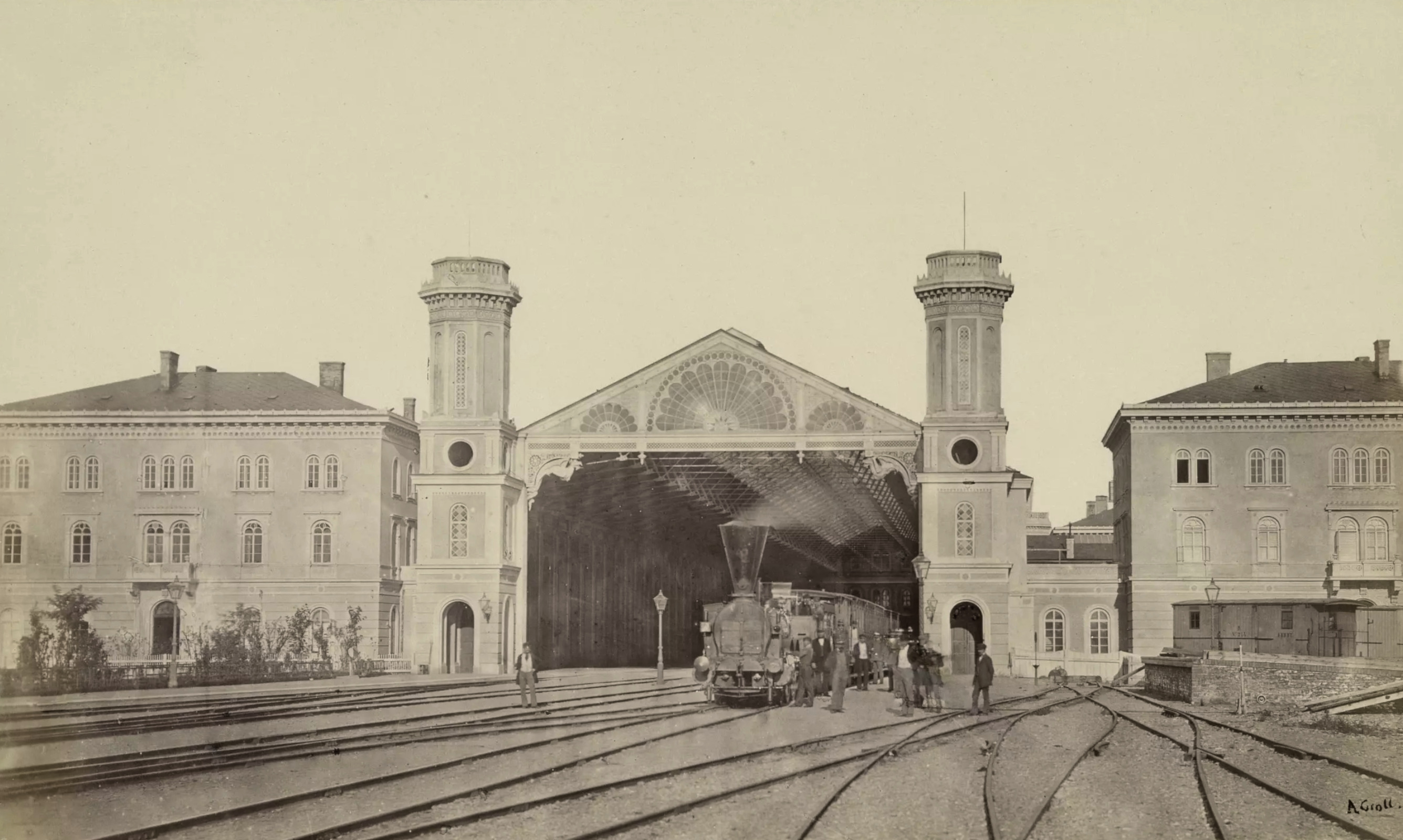
Die Bahnsteighalle (1860)

Die Seitentrakte nahmen die Einrichtungen für Ab- und Anreise auf. Die nach Süden gelegene Abfahrtsseite bestand aus einem repräsentativen Portal mit Freitreppe und drei großen, von Säulen getragenen Bögen, die von Statuen gekrönt waren; Verbindungstrakte rechts und links davon stellten eine Verbindung zu je zwei zweistöckigen Bürogebäuden her. Durch das Portal erreichte man die Kassenhalle und den Bahnsteig für die Abfahrt. Auf leicht erhöhtem Terrain gelegen, bot die Abfahrtsseite von Südosten her die eindrucksvollste Ansicht des Bahnhofs. An der im Norden gelegenen Ankunftsseite wiederholte sich diese Gliederung; bedingt durch das Gelände entfiel hier aber der Gebäudesockel und das Portal war weniger hoch ausgeführt, dafür boten Arkaden Passagieren, die auf Fiaker oder Fuhrwerke warteten, Schutz vor der Witterung.
Um dem gestiegenen Fahrgastaufkommen Rechnung zu tragen, wurden bei einem von 1910 bis 1912 vorgenommenen Umbau die beiden Türme, welche die Ausfahrt der Bahnhofshalle flankierten, entfernt. Die Dachkonstruktion wurde geändert und Platz für ein fünftes Gleis geschaffen. Zusätzlich wurden im Vorfeld der Hallengleise weitere überdachte Bahnsteige und Abfahrtsgleise angelegt.
Im April 1945 wurde der Bahnhof im Zuge der Kampfhandlungen am Ende des Zweiten Weltkriegs von Bomben getroffen und brannte aus; das Dach der Halle stürzte ein. Nach Kriegsende wurden die Gebäude für den Bahnbetrieb zunächst notdürftig adaptiert, man entschloss sich jedoch zu einem völligen Neubau, sodass der Bahnhof ab 1949 abgerissen wurde.
An den alten Bahnhof erinnert noch eine Statue der ursprünglichen Namensgeberin der Bahn, Kaiserin Elisabeth, die sich früher an der Fassade des Bahnhofs befand und jetzt in der unteren Halle des Westbahnhofs aufgestellt ist. Sie weist noch Beschädigungen aus der Zeit des Zweiten Weltkriegs auf.

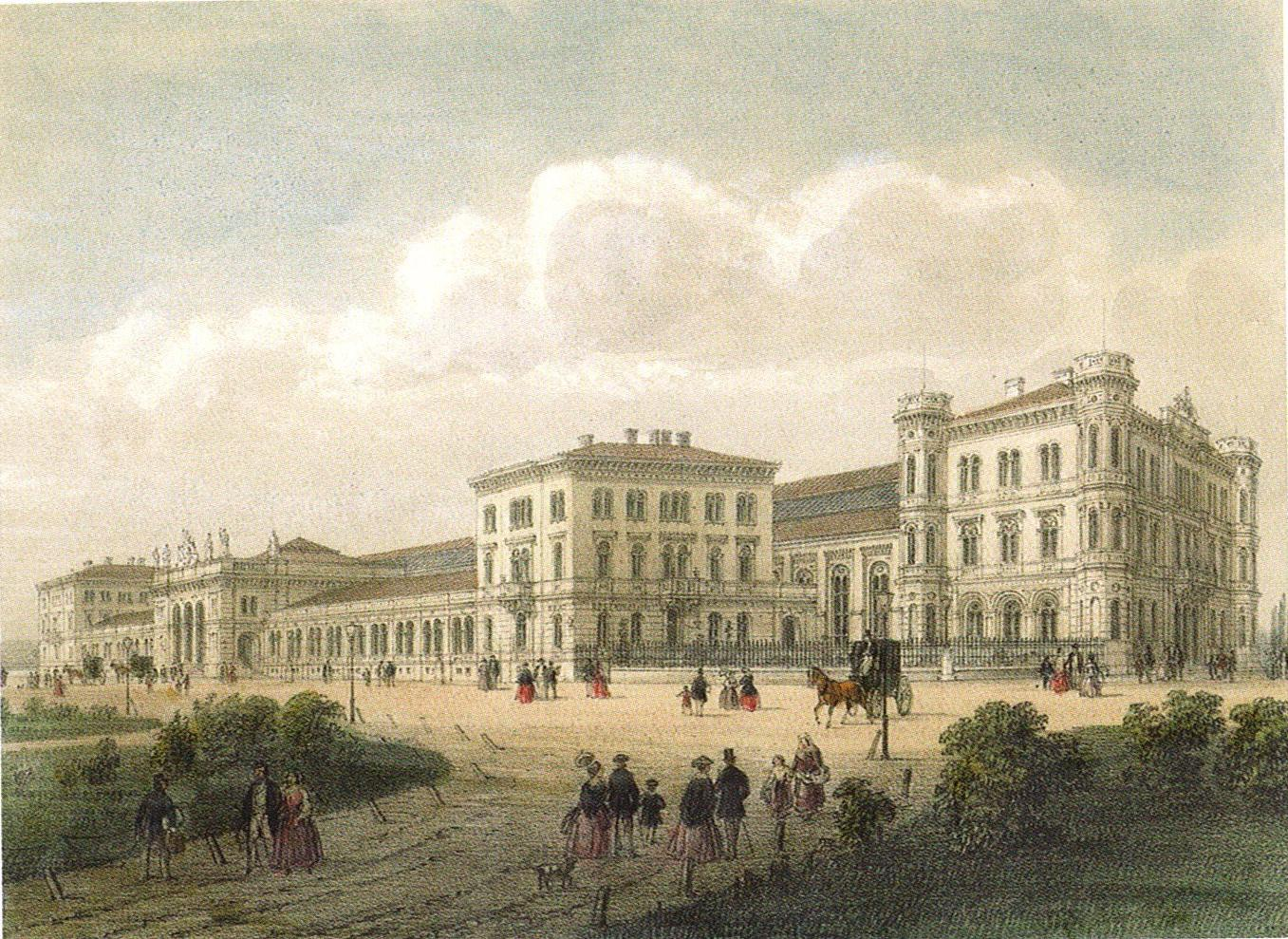
Der Westbahnhof 1862
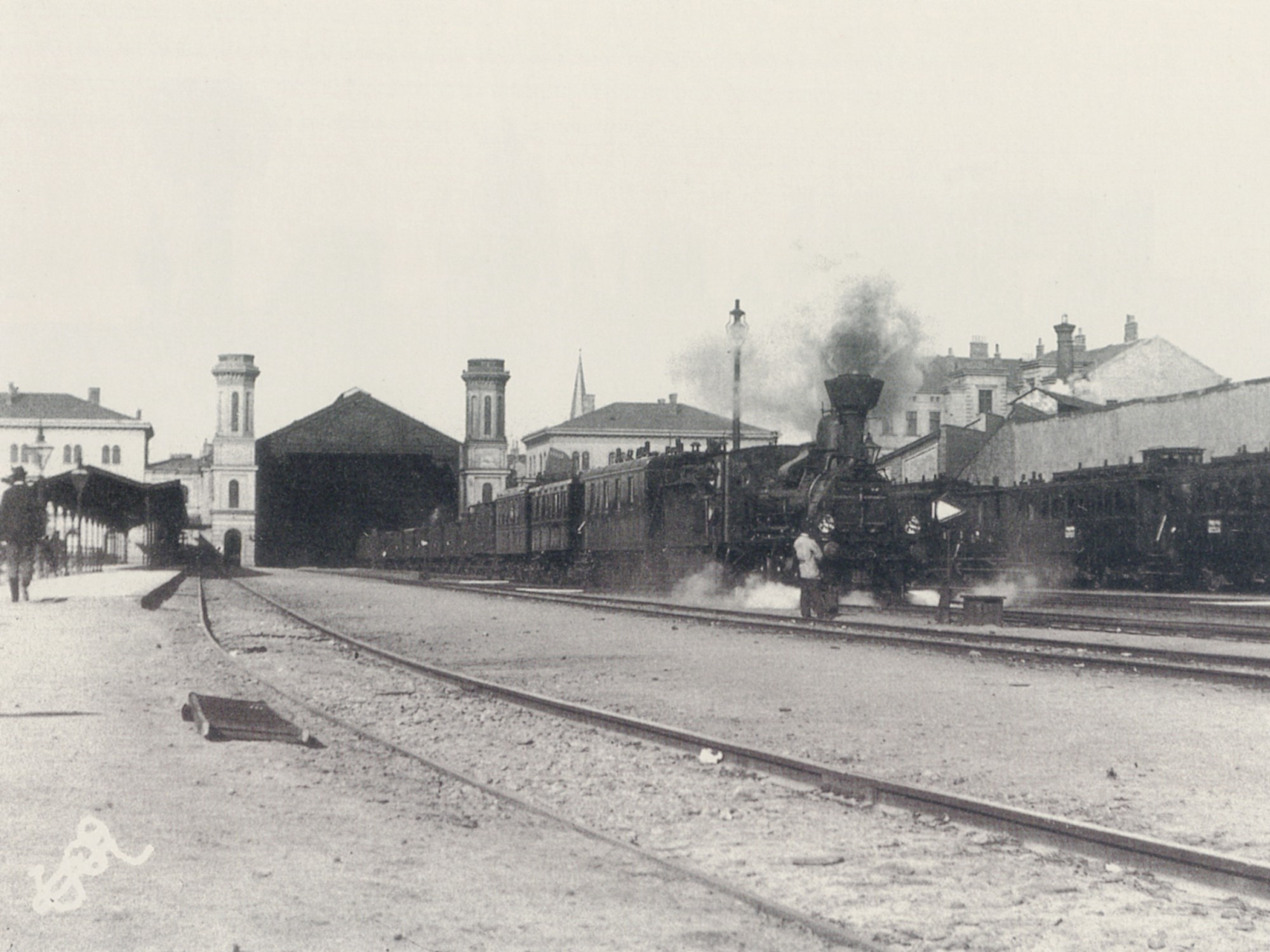
Der Westbahnhof 1895
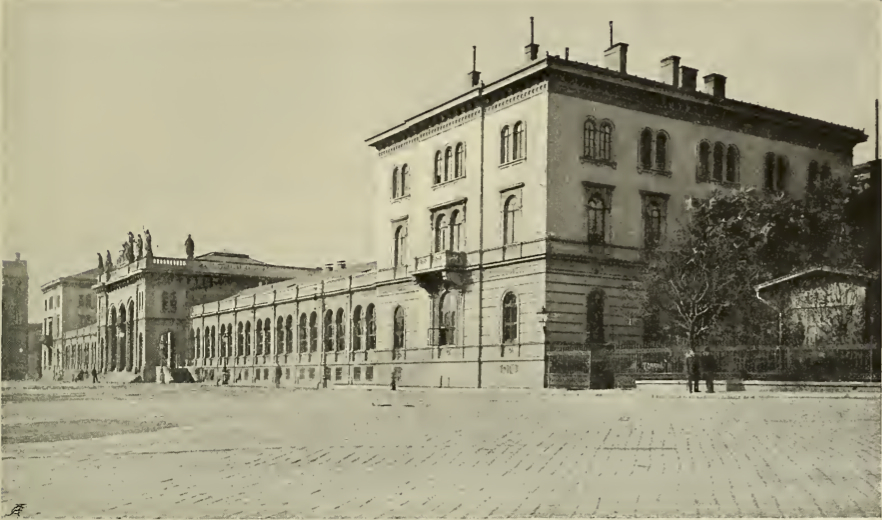
Abfahrtsseite des Westbahnhofs
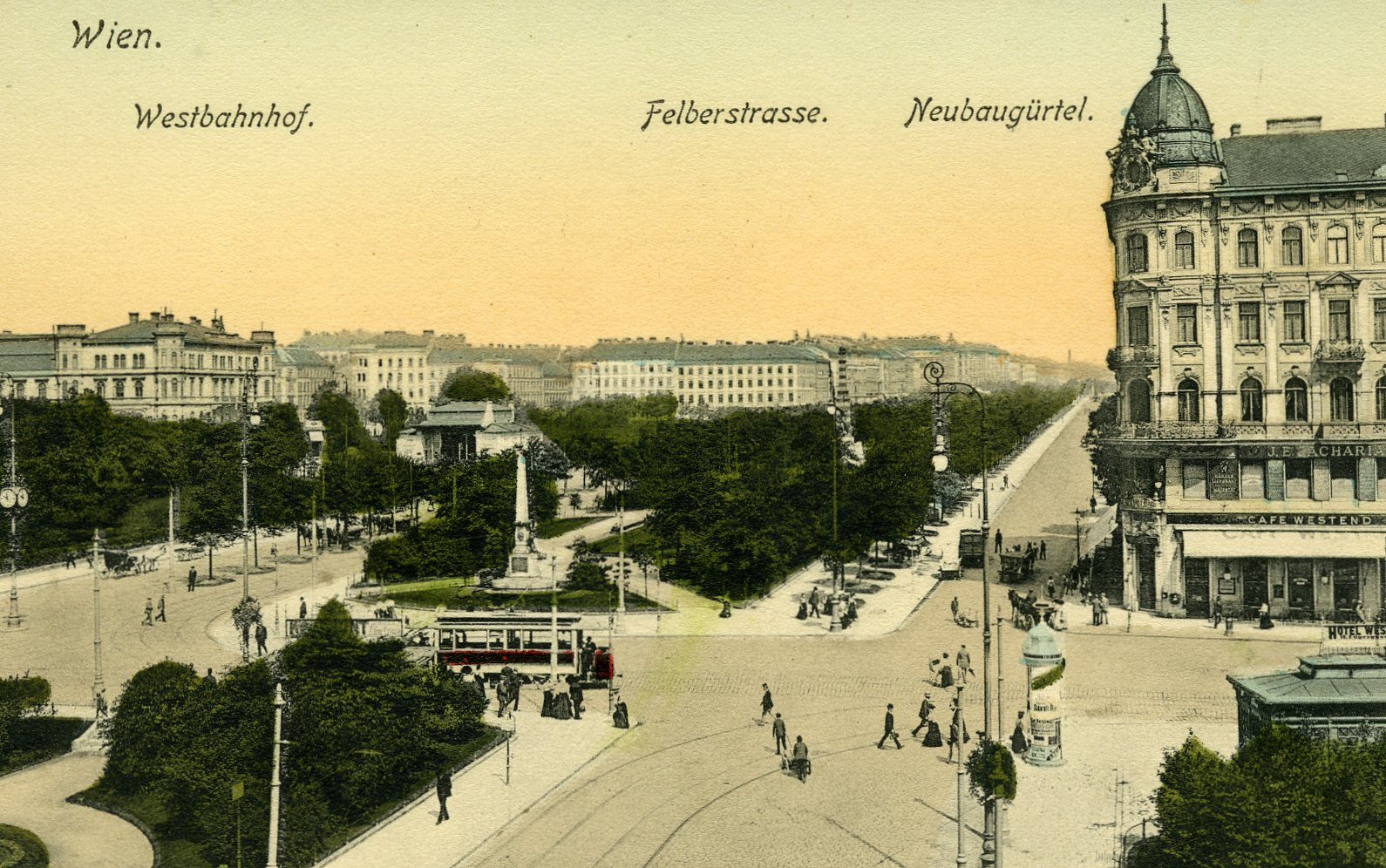
Westbahnhof, Neubaugürtel und Café Westend um 1900
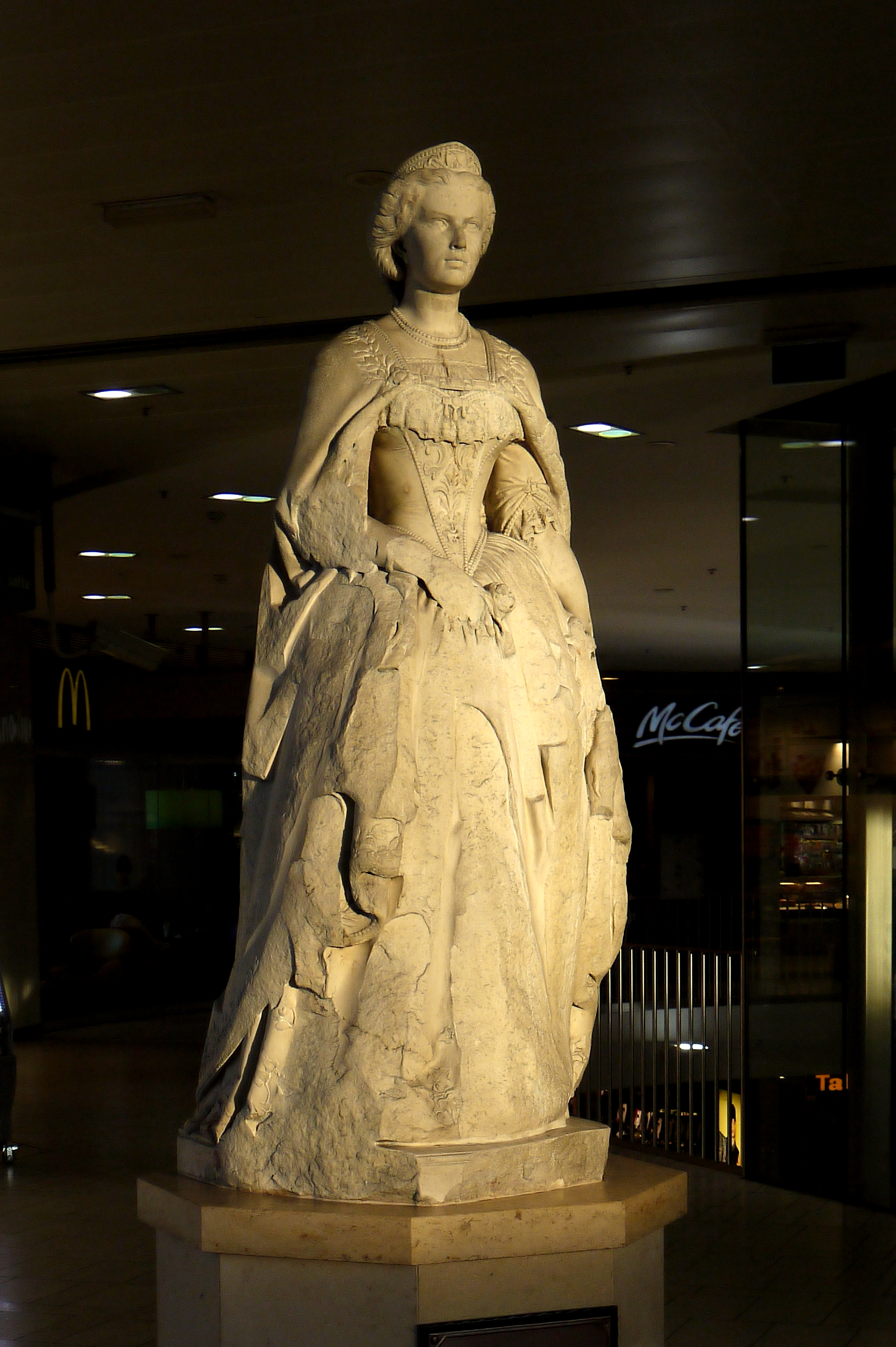
Standbild der Kaiserin Elisabeth in der Bahnhofshalle

### Seit 1949
Für den Neubau hatte die Generaldirektion der ÖBB mit dem Wiener Stadtbauamt und der Österreichischen Post- und Telegraphenverwaltung einen Wettbewerb ausgeschrieben: Die Beurteilung der Entwürfe erfolgte vom Standpunkt des Gesamteindruckes, des funktionellen Charakters, der städtebaulichen Lösung, der architektonischen Gestaltung und der Konstruktionen. Die Teilnehmer an diesem Wettbewerb hatten sich unter anderem auch mit der Verbindung zur Stadtbahn und zum Westbahnhofbunker zu beschäftigen. (Rathauskorrespondenz, 2. Juni 1949). Eingelangt waren 55 Entwürfe, dreizehn davon kamen in die engste Auswahl.
Da sich das Preisgericht auch nach mehrmaligen eingehenden Prüfungen der Entwürfe zu keinem ersten Preis entscheiden konnte, wurde ein zweiter Preis vergeben: Der von der Arbeitsgemeinschaft Architekt Robert Hartinger, Architekt Sepp Wöhnhart und Franz Xaver Schlarbaum eingereichte Entwurf zum Neubau des Westbahnhofs wurde von 1949 bis 1954 realisiert und konnte bereits am 24. November 1951 teileröffnet werden.
Da an den Seiten nur schmale Verwaltungstrakte errichtet wurden, war Raum für insgesamt elf Gleise vorhanden, die durch überdachte Zungenbahnsteige erschlossen werden. Zentraler Bereich ist die große, vom Gürtel (seit 21. Juni 1958: Europaplatz) her zu betretende Bahnhofshalle, die in eine untere und eine über zwei Stiegen- und Rolltreppenanlagen zu erreichende obere Ebene geteilt ist. Die Halle wird durch hohe Fenster belichtet, die in die Fassade nach Osten und nach Westen (dort oberhalb der Überdachungen der Bahnsteige) eingebaut sind. Unter der oberen Halle, zugänglich von der unteren Halle, waren bis 2008 die Fahrkartenschalter angeordnet. An der zum Gürtel (Europaplatz) hin gelegenen Außenseite bot ein Vordach Schutz vor schlechtem Wetter beim Aus- und Einsteigen in Autos und Taxis.
Nachträglich wurde in der unteren Halle ein Pavillon errichtet, der ein Servicezentrum für Buchungen, Hotelreservierungen und anderes beherbergte. An der Nordseite des Bahnhofs wurde in den 1980er Jahren ein (inzwischen abgerissenes) Parkhaus angeschlossen. Das Aufnahmsgebäude mit seiner Fachwerkdachkonstruktion steht unter Denkmalschutz.
Im Zuge der Errichtung der U-Bahn-Linie U3 entstand um 1993 im südlichen Bereich der Halle eine große Stahl-Glas-Konstruktion, in der in mehreren Ebenen Teile des Bahnhofsrestaurants und ein Café untergebracht waren. Von der unteren Ebene der Halle war das unterirdische Verbindungsgeschoß zu den U-Bahn-Stationen von U3 und U6 erreichbar.
In beiden Ebenen der Bahnhofshalle waren bis zum Sommer 2008 verschiedene Geschäfte, wie ein Supermarkt, eine Bäckerei, Trafiken, ein Internetcafé, ein Postamt, ein Kopierladen, Imbissstuben, ein Blumenladen, ein Friseur und weitere Geschäfte untergebracht; die Polizeiinspektion wurde 2006 wegen Unbenützbarkeit gesperrt und in den in der Felberstraße liegenden Teil des Westbahnhofs verlegt.

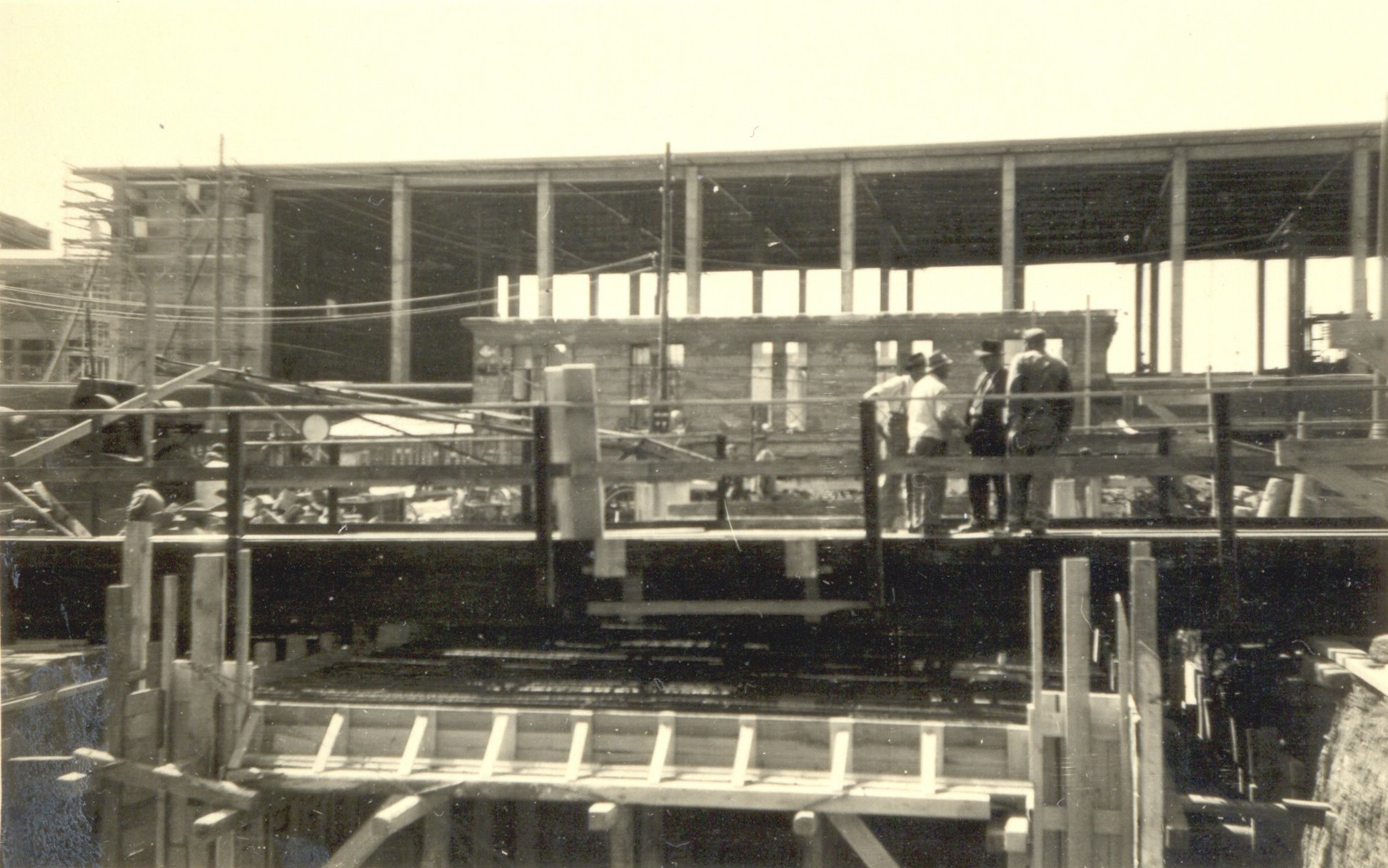
Bahnhofshalle in Bau (1950)
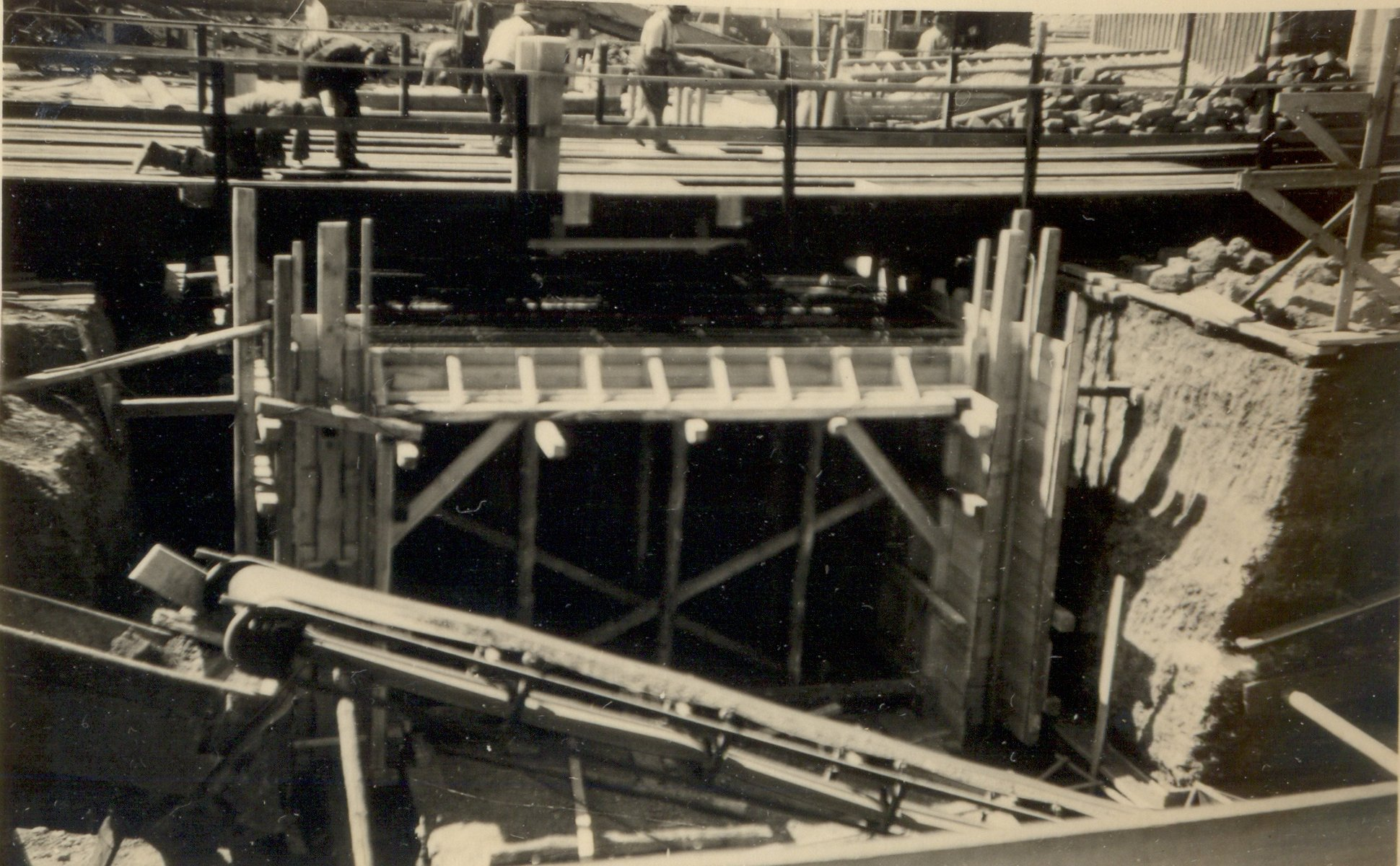
Behelfsbrücke für die Straßenbahn beim Bau des neuen Westbahnhofs (1950)

### Umbau 2008–2011

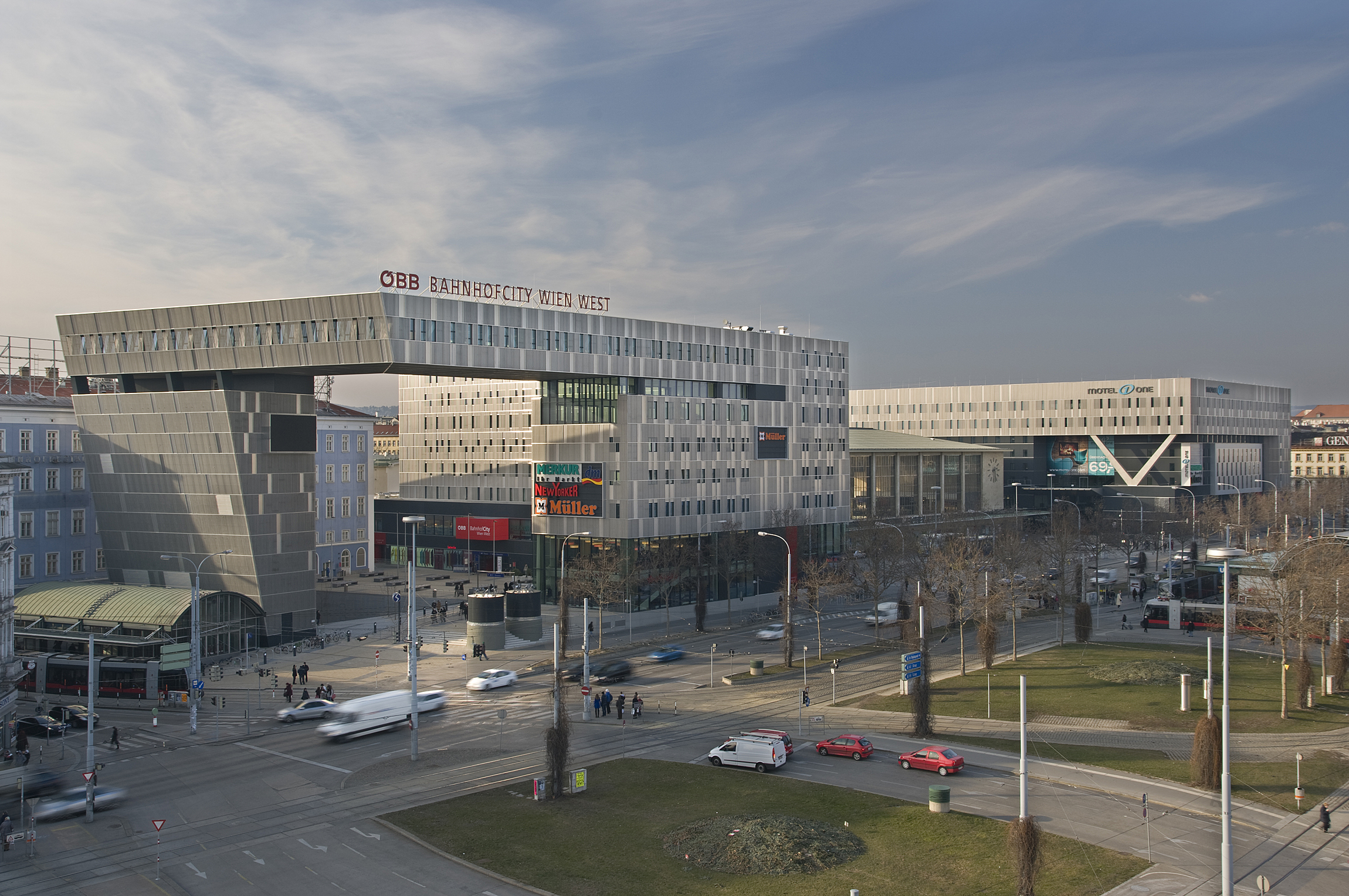
Außenansicht von Südosten

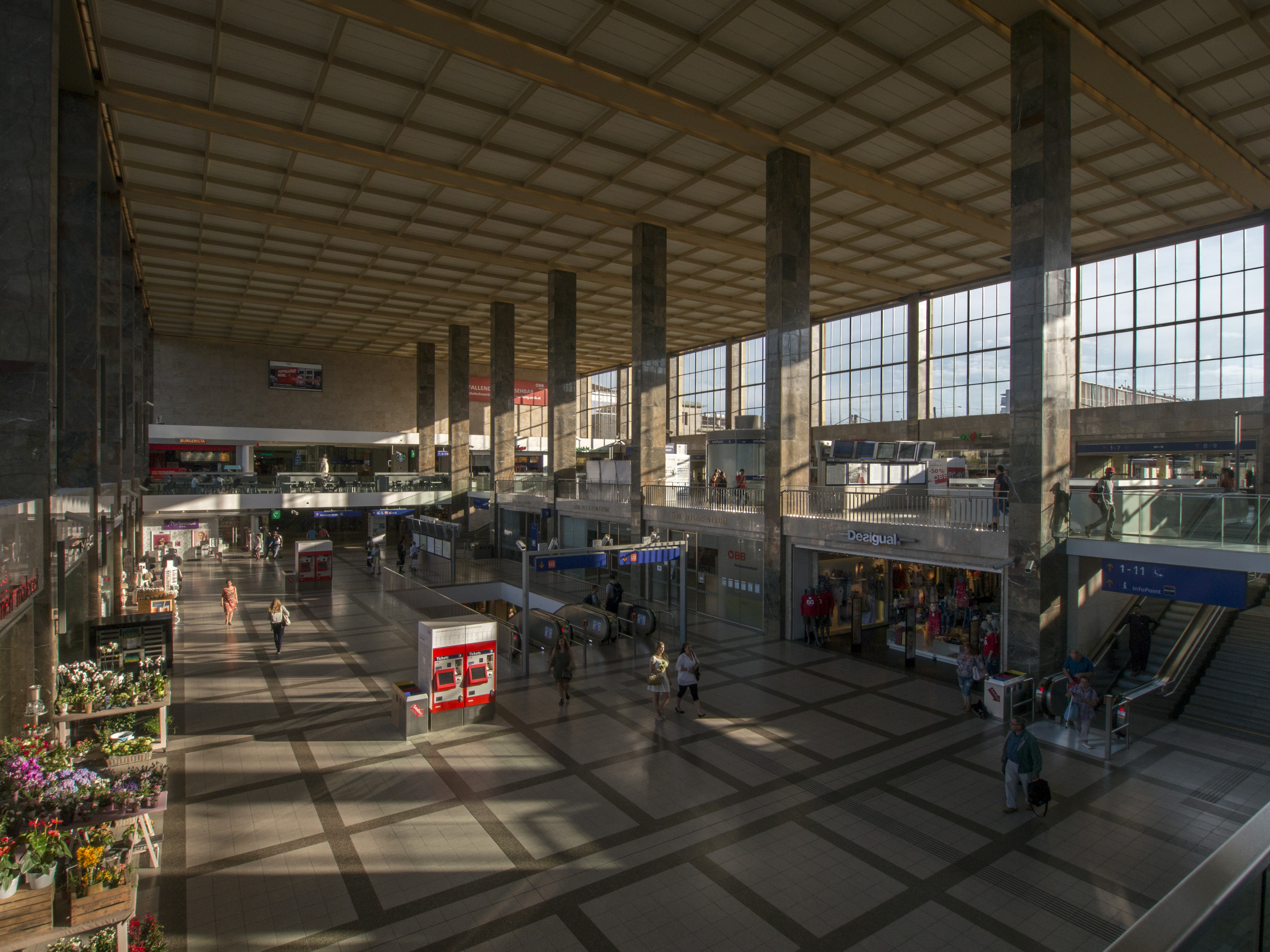
Die historische Kassenhalle wurde nach Vorgaben des Denkmalschutzes restauriert

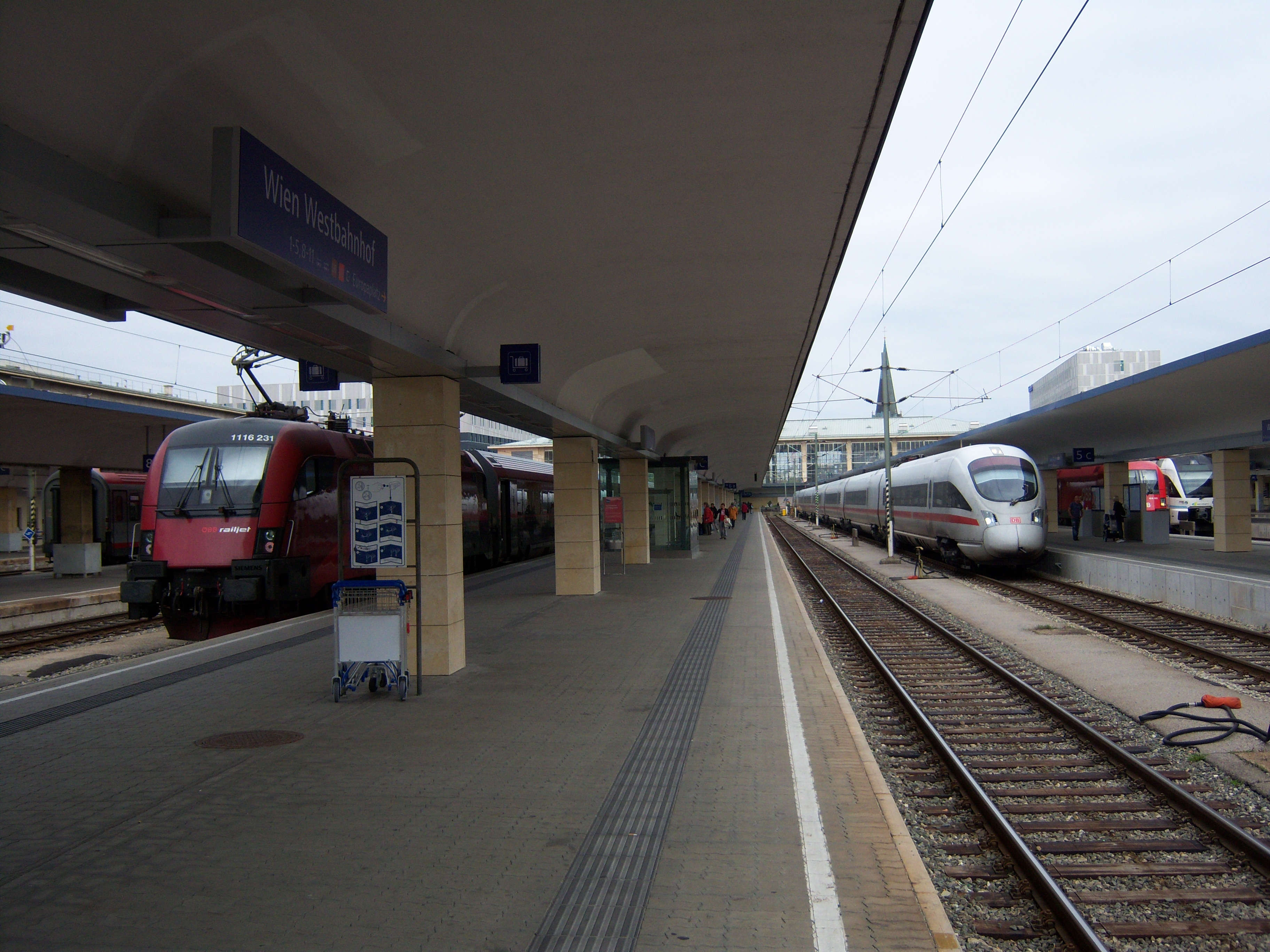
Blick auf Bahnsteig 6, damals auch noch mit Railjet und ICE

2002 wurde das Architekturbüro Neumann & Steiner in einem Wettbewerb zur Umgestaltung der Anlage als Gewinner gekürt. Es war das einzige Projekt, das den Erhalt der Halle vorsah, und durch Anbauten, Hotel und Bürokomplex die Vorgaben der ÖBB erfüllte. Erste Vorarbeiten zur Neugestaltung begannen 2007. Die Bahnhofshalle war von September 2008 bis Dezember 2010 gesperrt; in dieser Zeit wurden u. a. Böden und Decke restauriert. Südlich der Halle war ein provisorisches Abfertigungsgebäude errichtet worden, das im Jänner 2011 geschlossen und dann abgetragen wurde. 2008 bis 2011 wurde das Bahnhofsareal umgestaltet. Neben der Modernisierung des Bahnhofsgebäudes selbst, die im Dezember 2010 abgeschlossen wurde, war die verstärkte ökonomische Nutzung des Areals für nicht bahnbetriebliche Funktionen sein Ziel.
Im Februar 2011 begann die Sanierung der Bahnsteige. Sie umfasste unter anderem die Erhöhung der Bahnsteigkanten auf die in Österreich gängige Höhe von 55 cm, die Sanierung der Bahnsteigdächer sowie die Erneuerung der Ausstattung und Beleuchtung.
Links und rechts der unter Denkmalschutz stehenden historischen Bahnhofshalle wurden achtgeschoßige Bauten an den Ecken zur äußeren Mariahilfer Straße und zur Felberstraße errichtet, die nicht für Bahnzwecke verwendet werden. Hier wurden Büros, Dienstleistungsbetriebe und Ecke Felberstraße ein preisgünstiges Zwei-Sterne-Kettenhotel untergebracht.
Unter die Bahnhofshalle wurde auf drei Ebenen ein Einkaufszentrum mit 90 Geschäften auf 17.000 Quadratmeter gebaut. Die Neubau- und Umbauarbeiten kosteten etwa 200 Millionen Euro, waren eine öffentlich-private Partnerschaft und wurden 2011 abgeschlossen. Die Eröffnung der Bahnhofscity Wien West erfolgte am 23. November 2011. Im April 2012 übersiedelte die Polizei in die neue Inspektion, von der Felberstraße auf den Europaplatz.
Architekturkritik
In der architektonischen Kritik des erneuerten Bahnhofs und der ihn umgebenden Neubauten wurde der äußerst geringe Abstand der Neubauten zum historischen Abfertigungsgebäude bemängelt: Wie eine Schraubzwinge klemmen die beiden Blechkonserven die alte Halle zwischen sich ein, schrieb Wojciech Czaja 2011 in der Wiener Tageszeitung Der Standard, Flächenmaximierung nennt sich diese Form der Adipositas. Er verwies auf diesbezügliche Kritik aus dem Bundesdenkmalamt und aus der für Stadtgestaltung zuständigen Wiener Magistratsabteilung 19, die vom unabhängigen Stadtplaner Reinhard Seiß (Immobilienprojekt mit Gleisanschluss) unterstrichen wurde.
Czaja lobte andererseits die behutsame und historisch angemessene Sanierung der historischen Halle, dereinst geplant von Robert Hartinger, Sepp Wöhnhart und Franz Xaver Schlarbaum. Hier stellten Neumann & Steiner ihre Fähigkeiten unter Beweis: Akribie, Detailverliebtheit und technische Konstruktion. […] Hier regiert jene Subtilität, die man sich auch für die Ausschreibung und Planung der Neubauten gewünscht hätte.
Das ÖBB-Immobilienmanagement hob hervor, der Westbahnhof sei das erste Bauvorhaben der Bahn, bei dem es gelungen sei, ein Infrastrukturprojekt zur Gänze mit einem Immobilienprojekt zu finanzieren.
Ebenso befindet sich hier seit 2022 der erste City IKEA des Landes.

## U-Bahn-Station

### Zu Zeiten der Dampfstadtbahn

Die betrieblich eigenständige Haltestelle Westbahnhof der Dampfstadtbahn um 1900, im Hintergrund der Westbahnhof selbst

Die Vorläuferin der heutigen U6-Station auf dem Vorplatz des Westbahnhofs diente zunächst der, quer zur Westbahn verlaufenden, Gürtellinie der Wiener Dampfstadtbahn und wurde von Otto Wagner im Auftrag der Commission für Verkehrsanlagen in Wien gestaltet. Die 110 Meter lange und nach oben offene zweigleisige Tiefbahnstation mit zwei Außenbahnsteigen befand sich auf dem heutigen Europaplatz und lag zwischen zwei kurzen Tunnelabschnitten. Um den Fahrgästen den Weg zum Westbahnhof zu verkürzen und ein Überqueren der Gürtel-Fahrbahn zu vermeiden, schwenkte die Stadtbahntrasse in einem leichten Bogen zum Aufnahmsgebäude der Westbahn.
Das für die Stadtbahn typische quadratische Aufnahmsgebäude auf Straßenniveau befand sich zur Mariahilfer Straße hin, auf der Nordseite der Station war kein Zu- oder Abgang möglich. Seine bauliche Fertigstellung erfolgte im Juli 1896, die Eröffnung am 1. Juni 1898. Die Stadtbahnstation mit dem internen Kürzel WB war betrieblich vollständig vom Staatsbahnhof getrennt, eine Gleisverbindung existierte nicht. Um Verwechslungen auszuschließen, trug ihr Aufnahmsgebäude anfangs die explizite dreizeilige Aufschrift „STADTBAHN HALTESTELLE WESTBAHNHOF“, während sonst an den Wagner’schen Bauten nur der Stationsname selbst angeschrieben war. In den frühen Stadtbahnplanungen des Jahres 1890 wurde die Station hingegen noch als Westbahn bezeichnet.
Der Dampfstadtbahnbetrieb endete wegen Kohlemangels am 8. Dezember 1918 weitgehend, womit auch die Haltestelle Westbahnhof vorübergehend brach lag. Im Rahmen des sogenannten Überleitungsverkehrs wurde die Station dann aber vom 1. Juni 1922 bis zum 30. September 1924 noch einmal provisorisch von Dampfstadtbahnzügen bedient, nicht zuletzt um den – nach dem Krieg zunehmend stärker belasteten – Staatsbahnhof zu entlasten.

### Zu Zeiten der elektrischen Stadtbahn

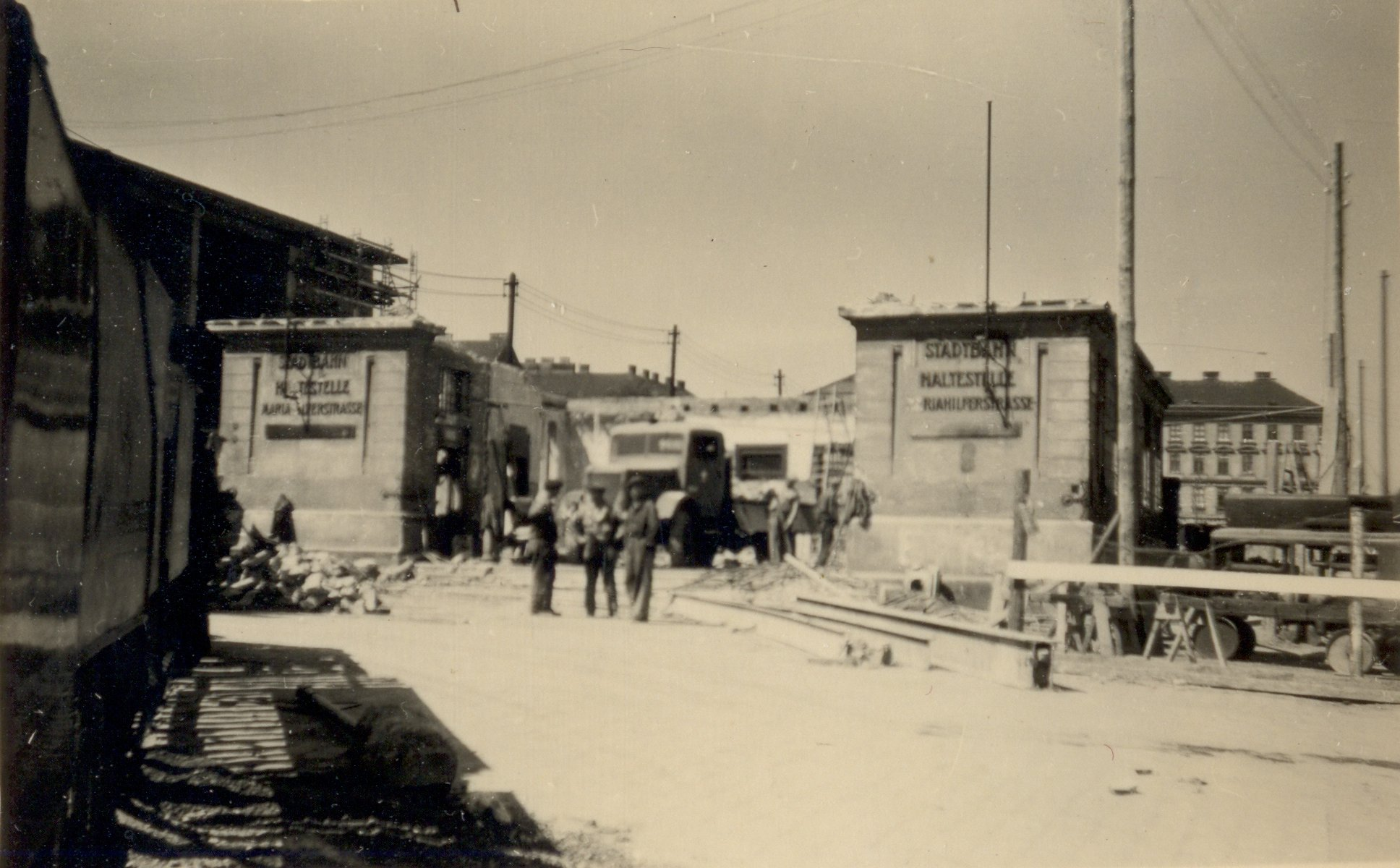
1951: Abbruch des alten Aufnahmsgebäudes von Otto Wagner, der Namensbestandteil WESTBAHNHOF ist überdeckt, um jede Verwechslung mit dem Bahnhof der Westbahn auszuschließen.

Nach abgeschlossener Elektrifizierung der Gürtellinie bediente dann ab dem 4. Juni 1925 ersatzweise die neue Wiener Elektrische Stadtbahn die Haltestelle Westbahnhof. Mit Aufnahme des Vollbetriebs am 20. Oktober 1925 verkehrten hier die Ringlinien DG und GD sowie die kombinierte Straßen- und Stadtbahnlinie 18G, am 14. Februar 1926 kam schließlich noch die Linie G dazu. Am 5. Juni 1926 änderte sich ferner der Name der Stadtbahnstation, sie hieß fortan Mariahilfer Straße-Westbahnhof, ihr neues Kürzel lautete MS.
Im Zusammenhang mit dem Neubau des benachbarten Kopfbahnhofs erhielt die Stadtbahnstation eine komplette Überdeckelung aus Beton und neue unterirdische Zugänge, das alte Aufnahmsgebäude wurde dabei abgerissen. Sie war damit die erste gänzlich unterirdische Station in Wien überhaupt, eine Bauweise, die bei der früheren Dampfstadtbahn wegen der Rauchentwicklung noch nicht möglich war. Am 22. Dezember 1951 wurde die neue Station nach acht Monaten Umbauzeit fertiggestellt: Vestibül, Kassen und Sperren waren nun unter das Straßenniveau verlegt. Der Zugang zu den Stadtbahnlinien erfolgte nun über die Kassenhalle des neuen Westbahnhofs durch einen 30 Meter langen unterirdischen Gang, über Stiegenabgänge am äußeren Gürtel und über einen Personentunnel zum Hesser-Denkmal auf dem Mittelstreifen zwischen äußerem und innerem Gürtel.
Zwischen 1981 und 1988 entfiel der Zusatz Mariahilfer Straße wieder, womit der Stadtbahnstation das betriebliche Kürzel WS zugeteilt wurde.

### Heutige U-Bahn-Station

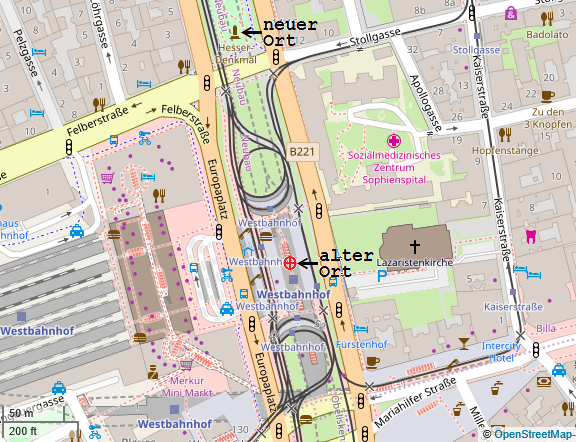
Hesser-Denkmal, alter und neuer Ort

Im baulichen Zustand von 1951 bestand die Haltestelle bis 1990, als sie von der heutigen Station der Linie U6, die wiederum ab dem 7. Oktober 1989 die letzten beiden Stadtbahnlinien G und GD ersetzte, unter dem Mittelstreifen des Neubaugürtels abgelöst wurde. Zunächst hielten die Züge der Linie U6 ab dem 28. Jänner 1990 in Fahrtrichtung Heiligenstadt beziehungsweise Friedensbrücke (Gleis 1) provisorisch in der neuen Station, ab dem 4. Februar 1990 dann auch in Fahrtrichtung Meidling (Gleis 2). Die Fertigstellung der endgültigen Aufgänge samt Rolltreppen konnte jedoch erst zum 8. November 1991 erfolgen, der daher als offizielles Eröffnungsdatum der Haltestelle gilt. Das alte Stationsbauwerk von 1898 wurde damals aufgelassen und zugeschüttet. Der Zufahrtstunnel selbst existiert jedoch noch heute und wurde nicht zugeschüttet, um ihn bei Bedarf als Straßentunnel nachnutzen zu können.
Das Hesser-Denkmal wurde auf der Gürtelmitte um rund 200 Meter nach Norden versetzt.
Am 4. September 1993 erfolgte die Betriebsaufnahme der Linie U3, seither ist die U-Bahn-Station Westbahnhof ein dreigeschoßiger, unterirdischer Kreuzungsbahnhof der U3 und der U6. Sie zählt zu den meistfrequentierten Knoten im Wiener Nahverkehr. Es besteht die Möglichkeit, zu den Straßenbahnlinien 5, 6, 9, 18, 52 und 60 sowie zur S-Bahn-Linie 50 in Richtung Tullnerbach-Pressbaum umzusteigen. Weiters wird eine direkte Buslinie zum Flughafen Wien geführt.
Die Anlagen der U3 liegen in zwei getrennten, parallel angeordneten und per Mittelbahnsteig verbundenen Tunnelröhren und erstrecken sich drei Stockwerke tief schräg zwischen dem Neubaugürtel und der Langauergasse. Die Bahnsteige der U6, die ebenfalls per Mittelbahnsteig zusammenhängen, liegen direkt unter dem Mittelstreifen des Neubaugürtels. Ausgänge führen in ein Aufnahmsgebäude, das sich auf dem Mittelstreifen des Neubaugürtels befindet und von Straßenbahn-Haltestellen umgeben ist.
Beide Stationen sind über ein Verteilergeschoß verbunden. Von dort führen Rolltreppen und Aufzüge direkt in die Kassenhalle des Westbahnhofs sowie in die innere und äußere Mariahilfer Straße. Dieses Verteilergeschoß wird zwar mit Betriebsschluss der U-Bahn für den Publikumsbetrieb gesperrt, kann aber ansonsten auch ohne Fahrausweis betreten werden. In ihm befindet sich auch eine Informationsstelle der Wiener Linien.

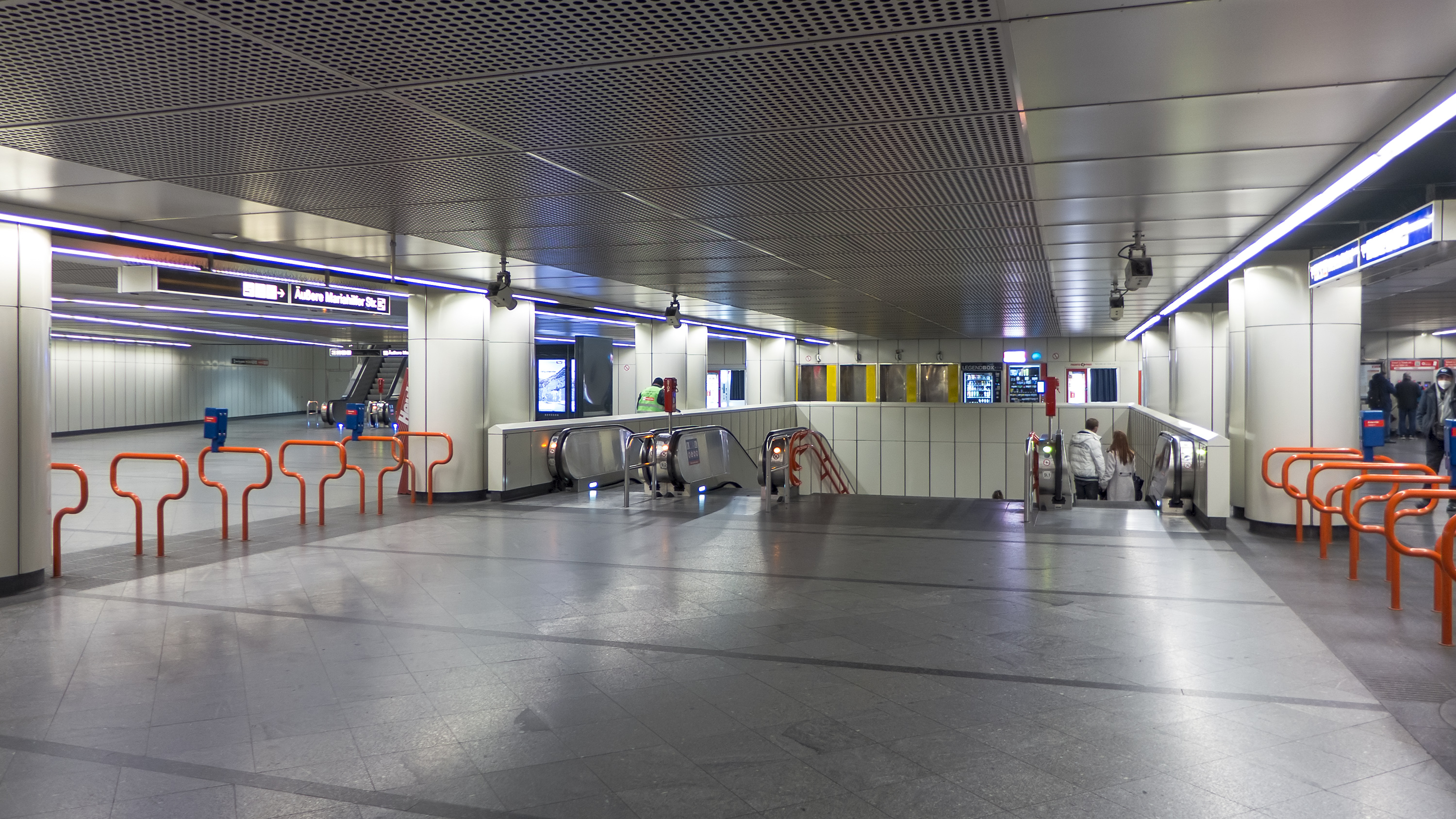
Abgang zur Station der Linie U3
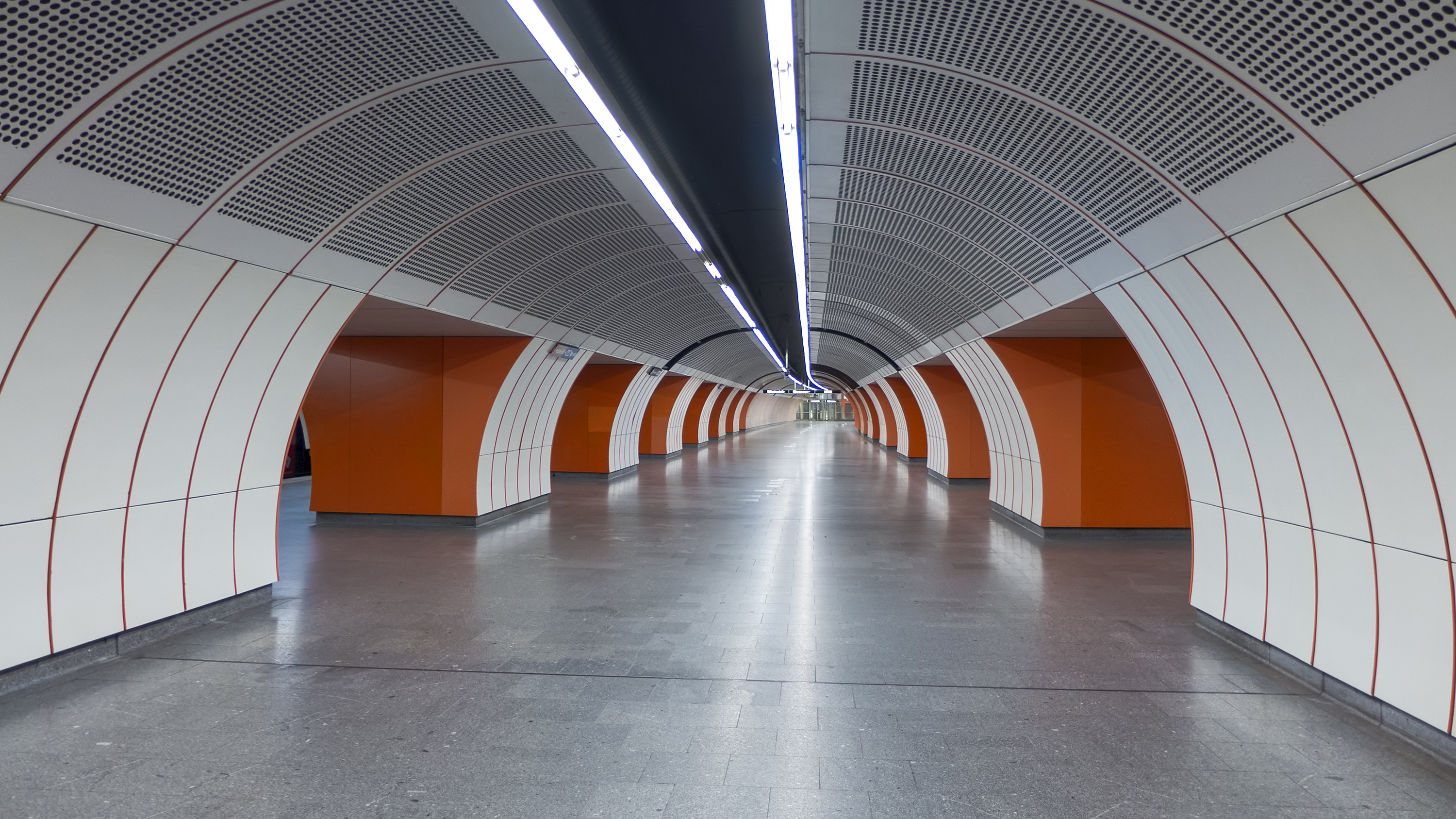
Durchgang in der U3-Station
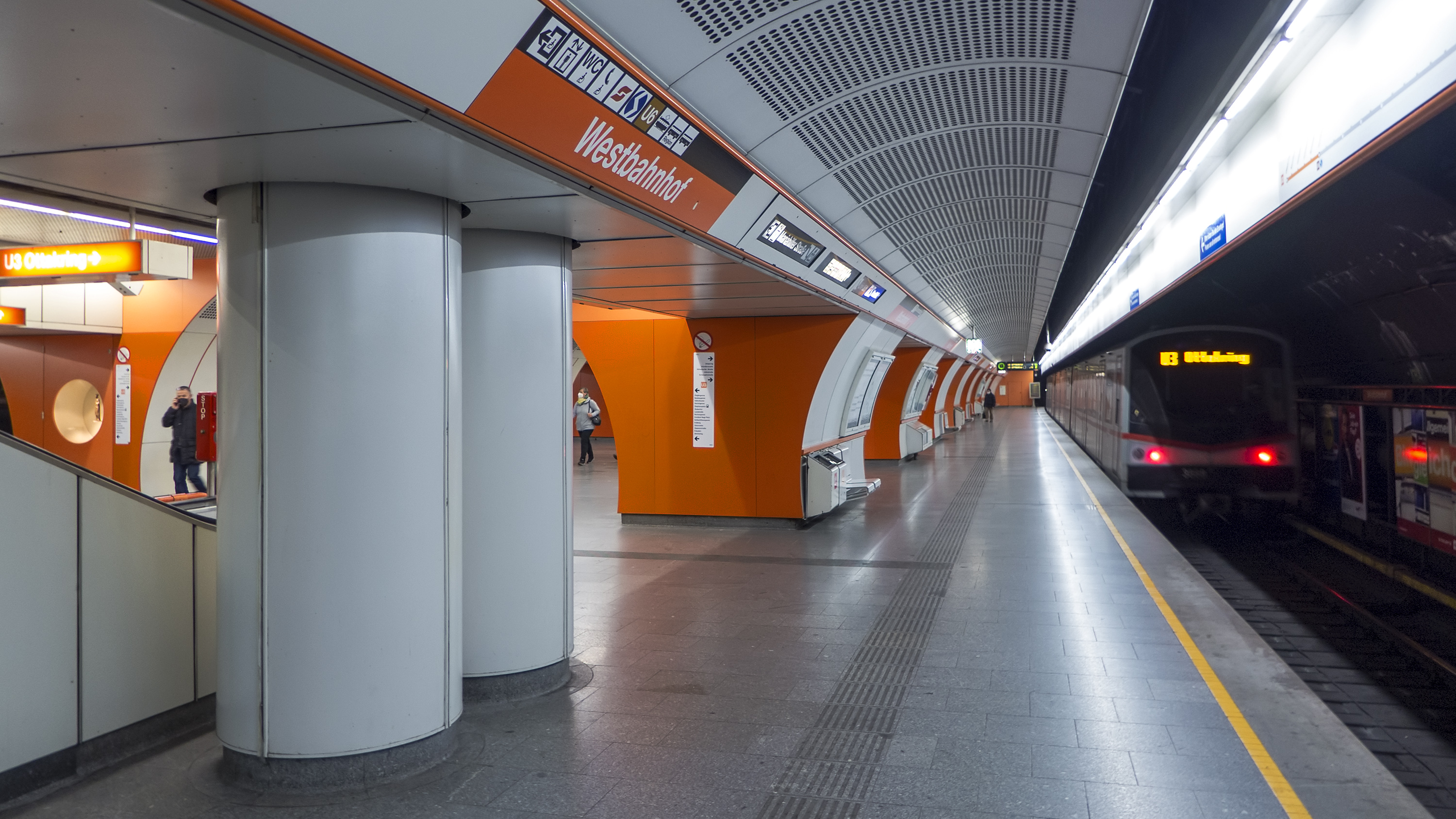
Bahnsteig der Linie U3
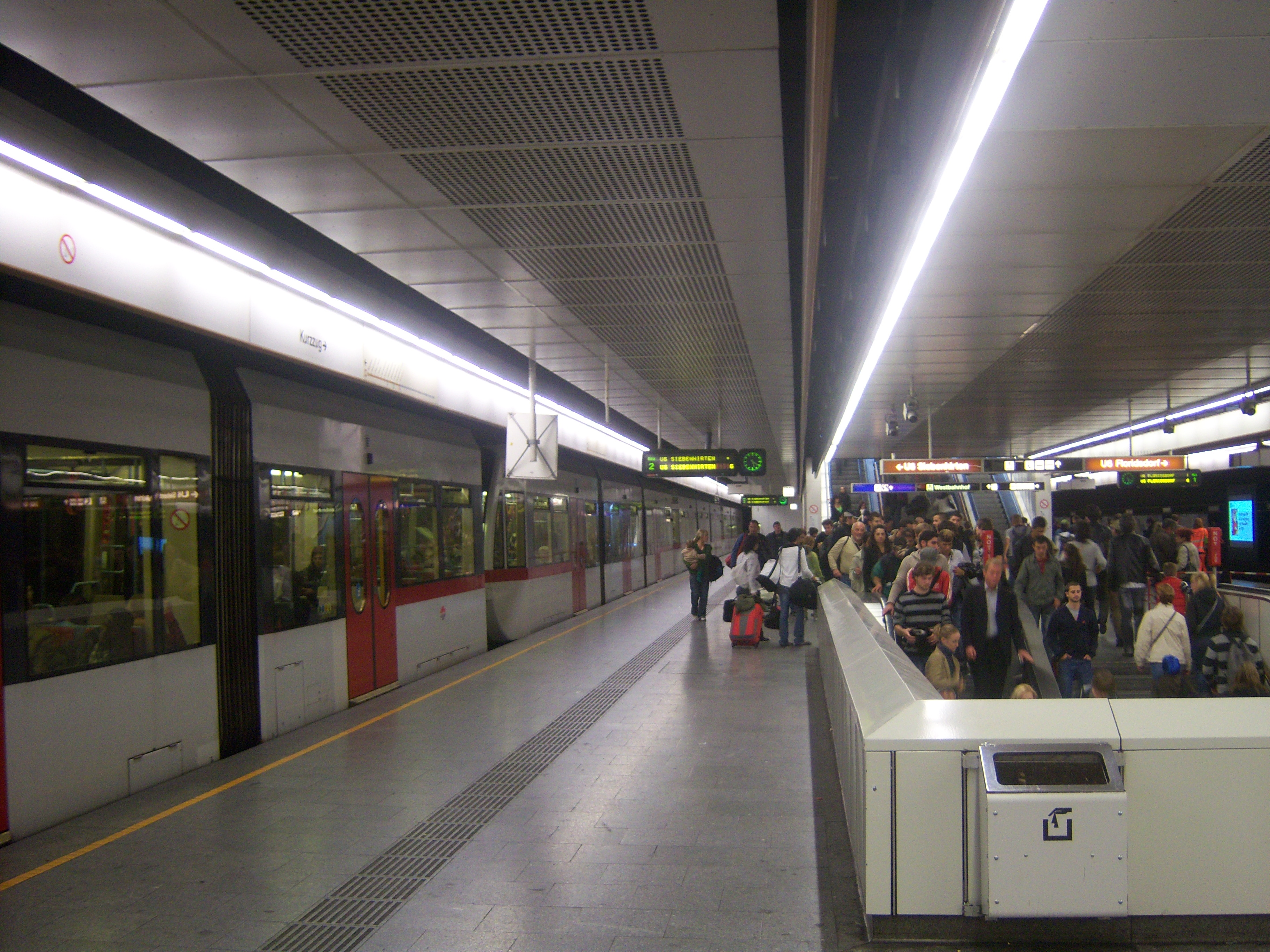
Bahnsteige der Linie U6
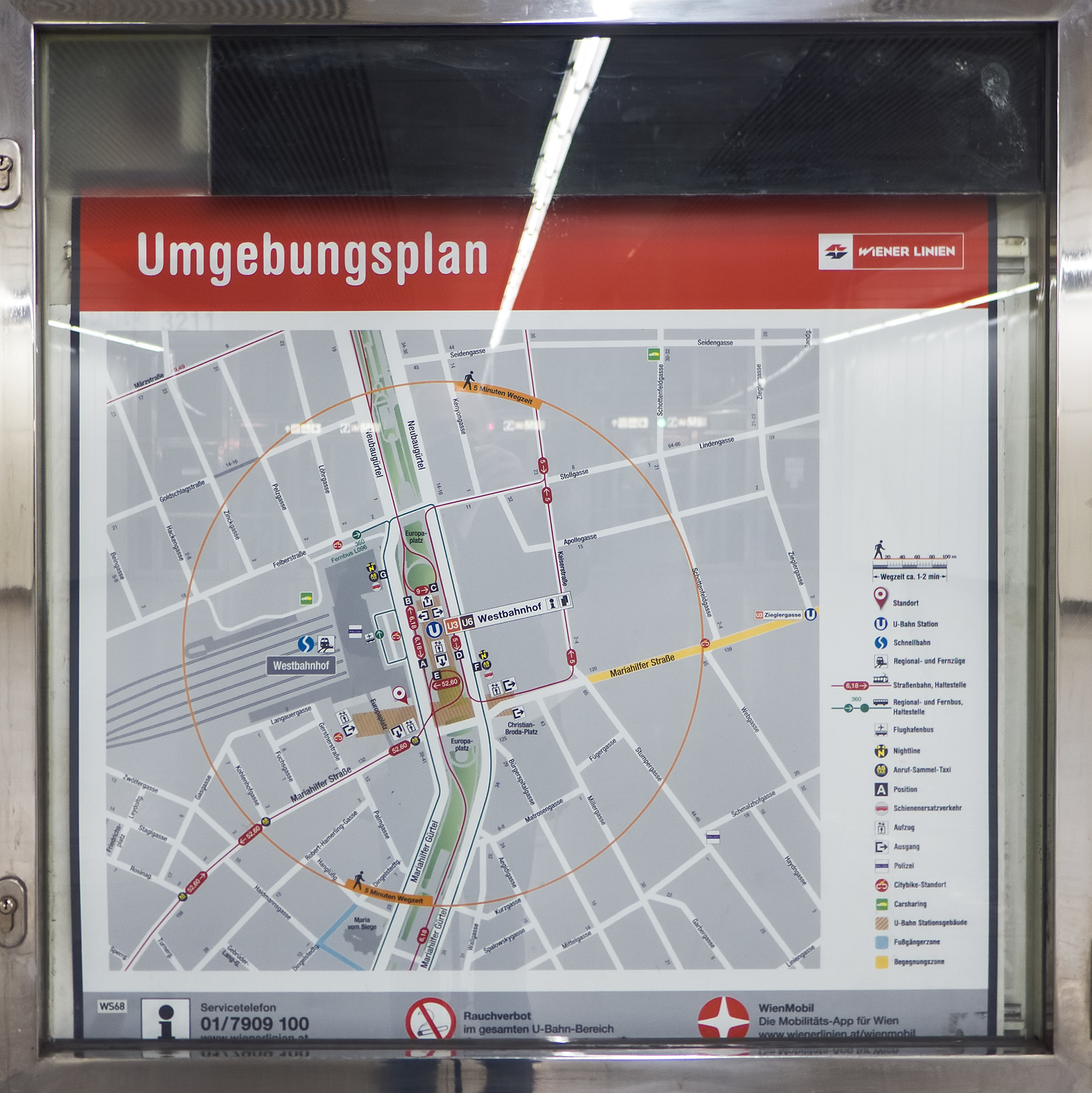
Umgebungsplan

### Ausgestaltung
Ebenfalls im Verteilergeschoß befindet sich seit 1993 die von Adolf Frohner gestaltete Installation „Circa 55 Schritte durch Europa“. Das 40 Meter lange Kunstwerk stellt die Entwicklung der Menschheit vom Urschlamm (links) bis zur Gegenwart (rechts) dar. Die Darstellung beginnt links mit einem rauen, unbearbeiteten Stein der Urzeit und endet rechts mit einer perfekten, glatten Kugel aus Edelstahl. Der Versuch, die Installation auch mit avantgardistischer Musik zu beschallen, hat sich nicht bewährt und wurde wieder eingestellt. Wegen wiederholter Vandalismusschäden wurde vor dem Kunstwerk Mitte der 2000er Jahre eine Glasbrüstung aufgestellt.
Am Bahnsteig befindet sich eine kleine Bronzestatue der Hl. Barbara, Schutzpatronin der Bergleute und Tunnelbauer.

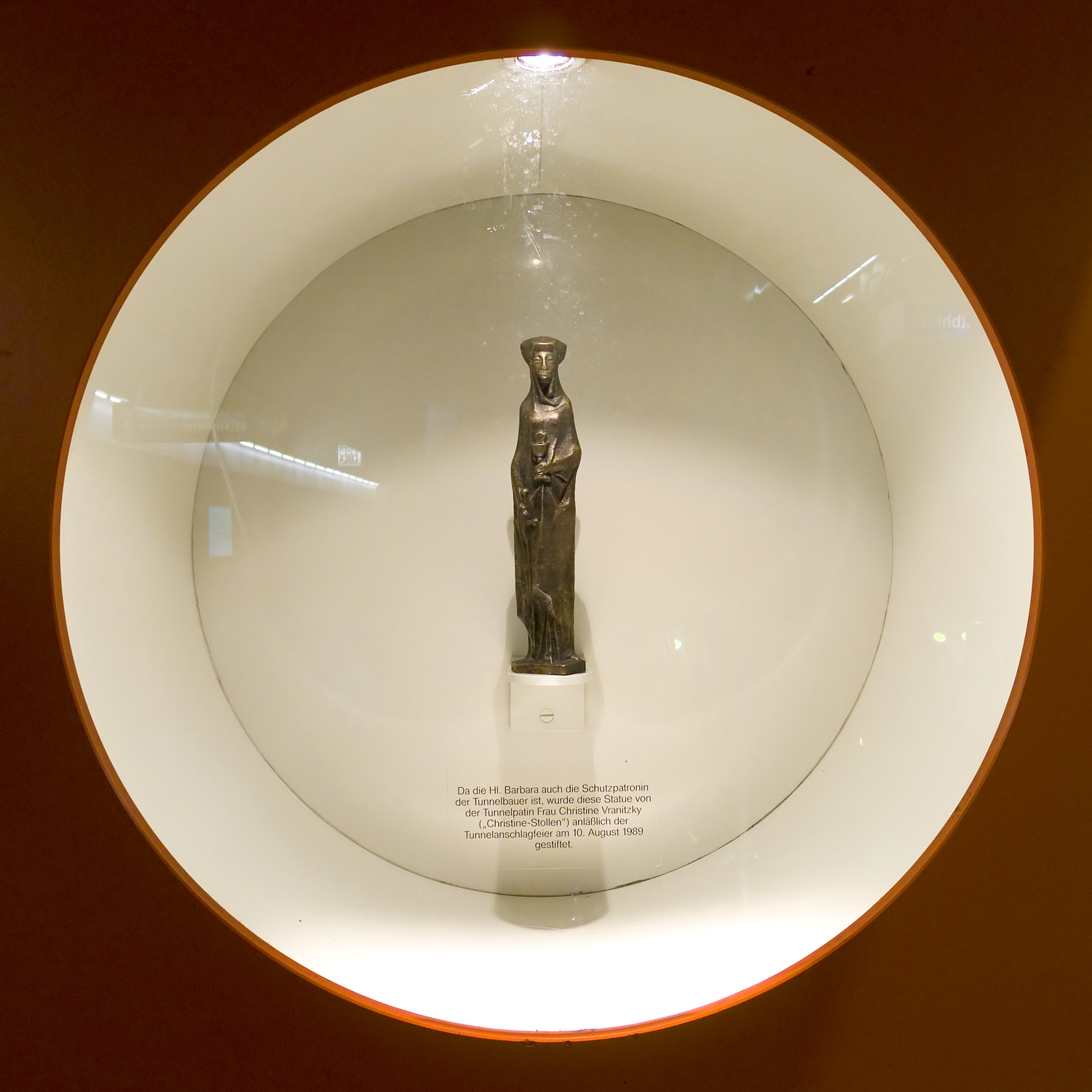
Statue der Hl. Barbara am Bahnsteig
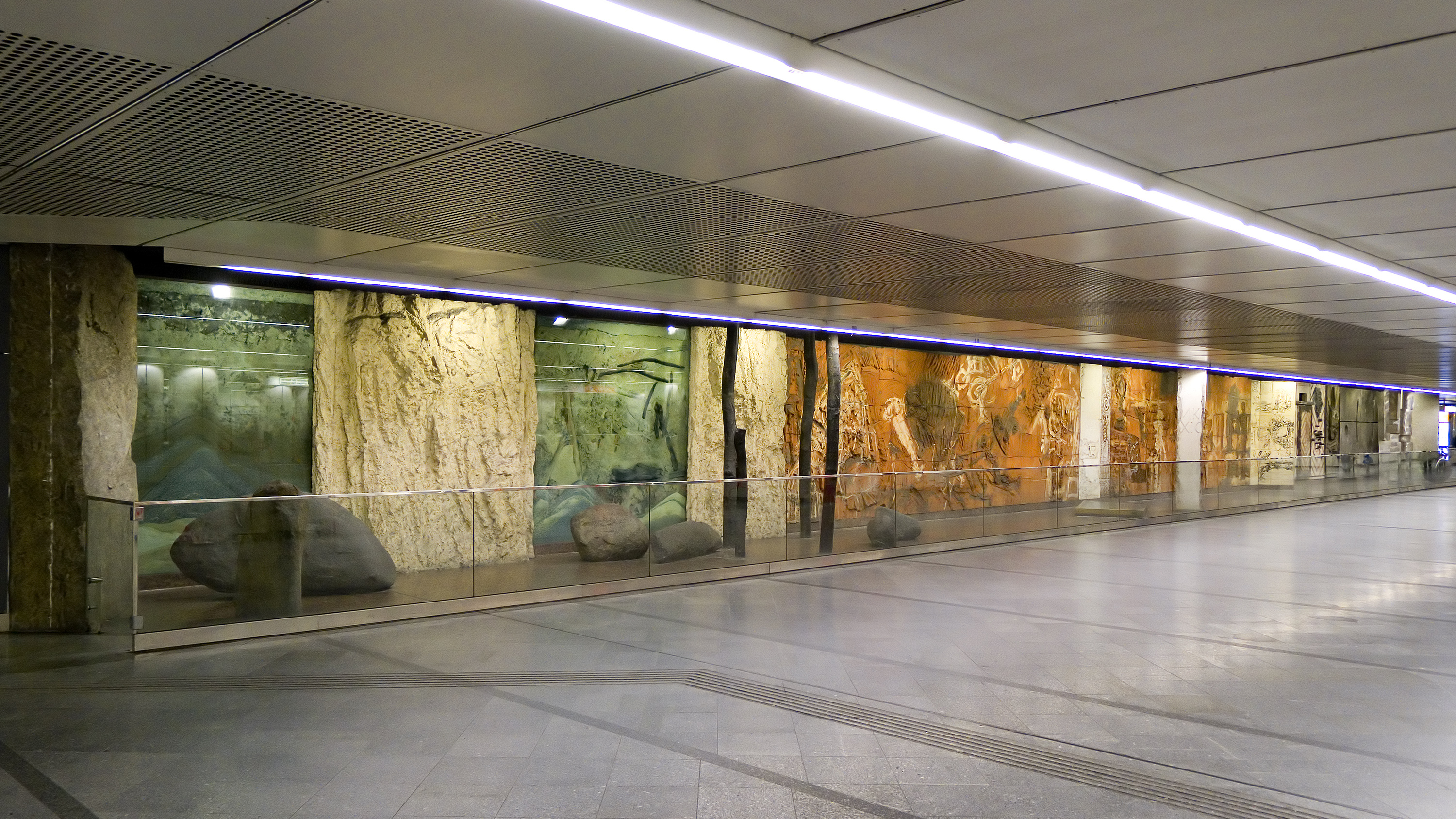
Installation Circa 55 Schritte durch Europa
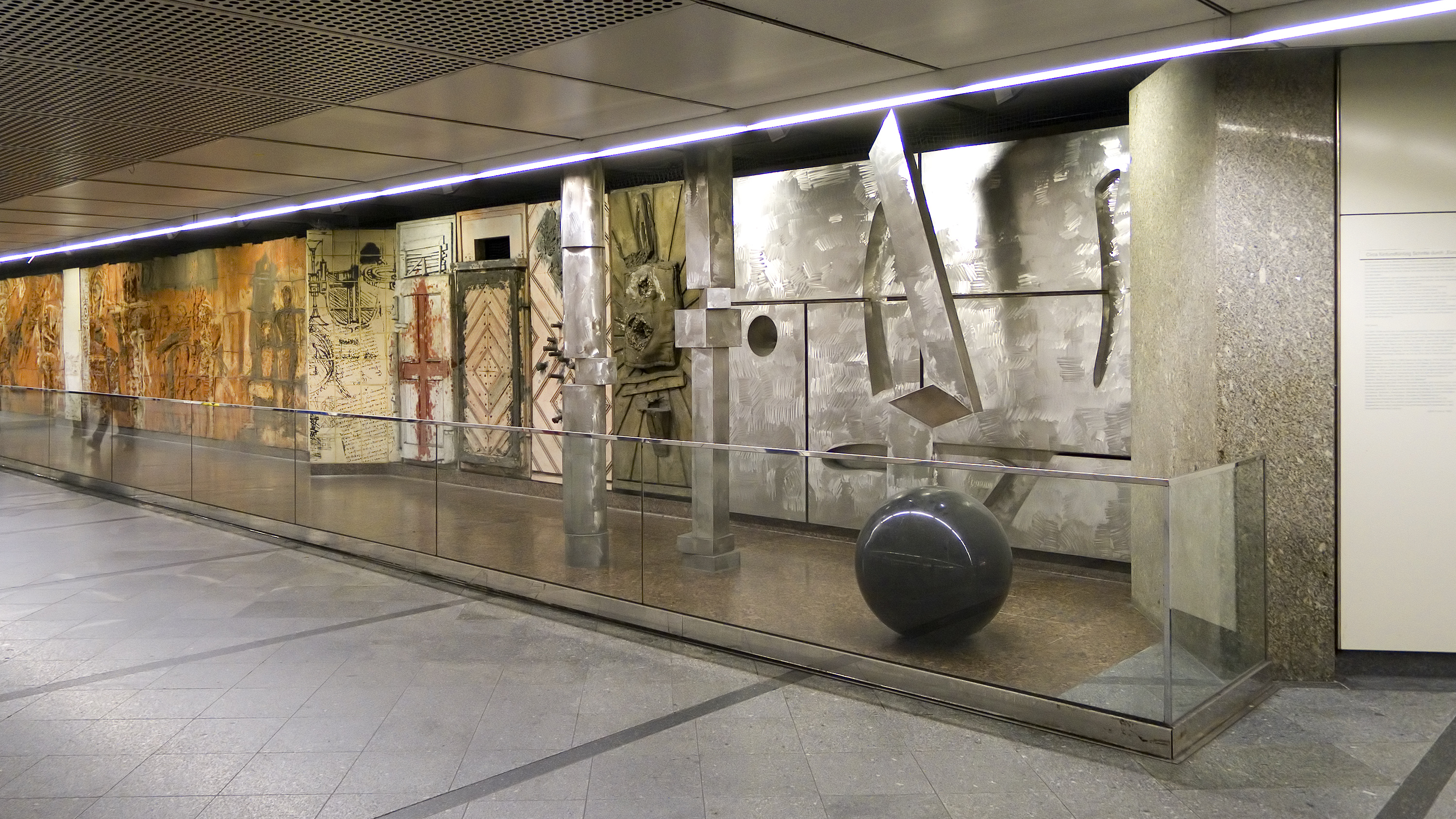
Installation, Detail
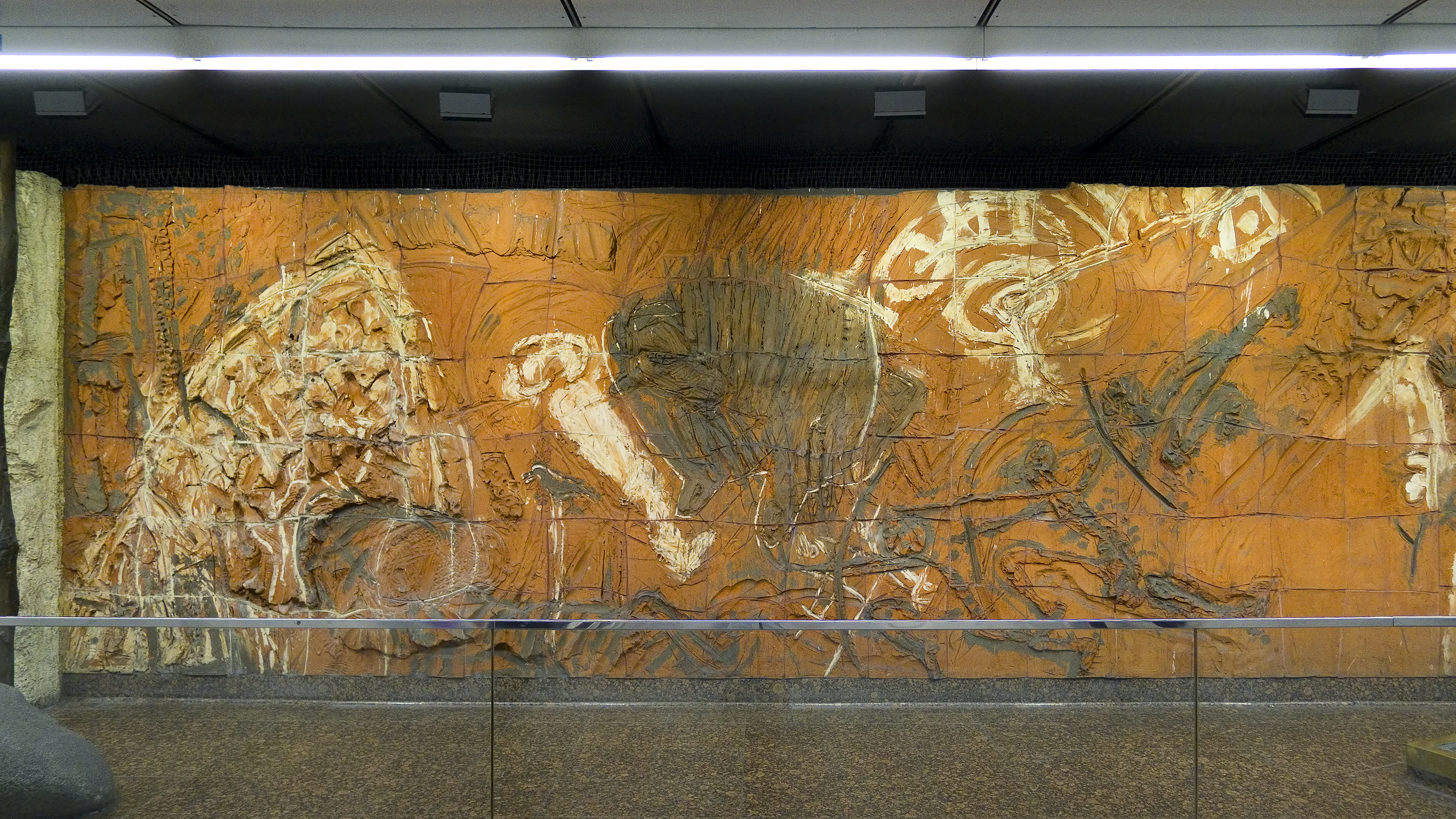
Installation, Detail
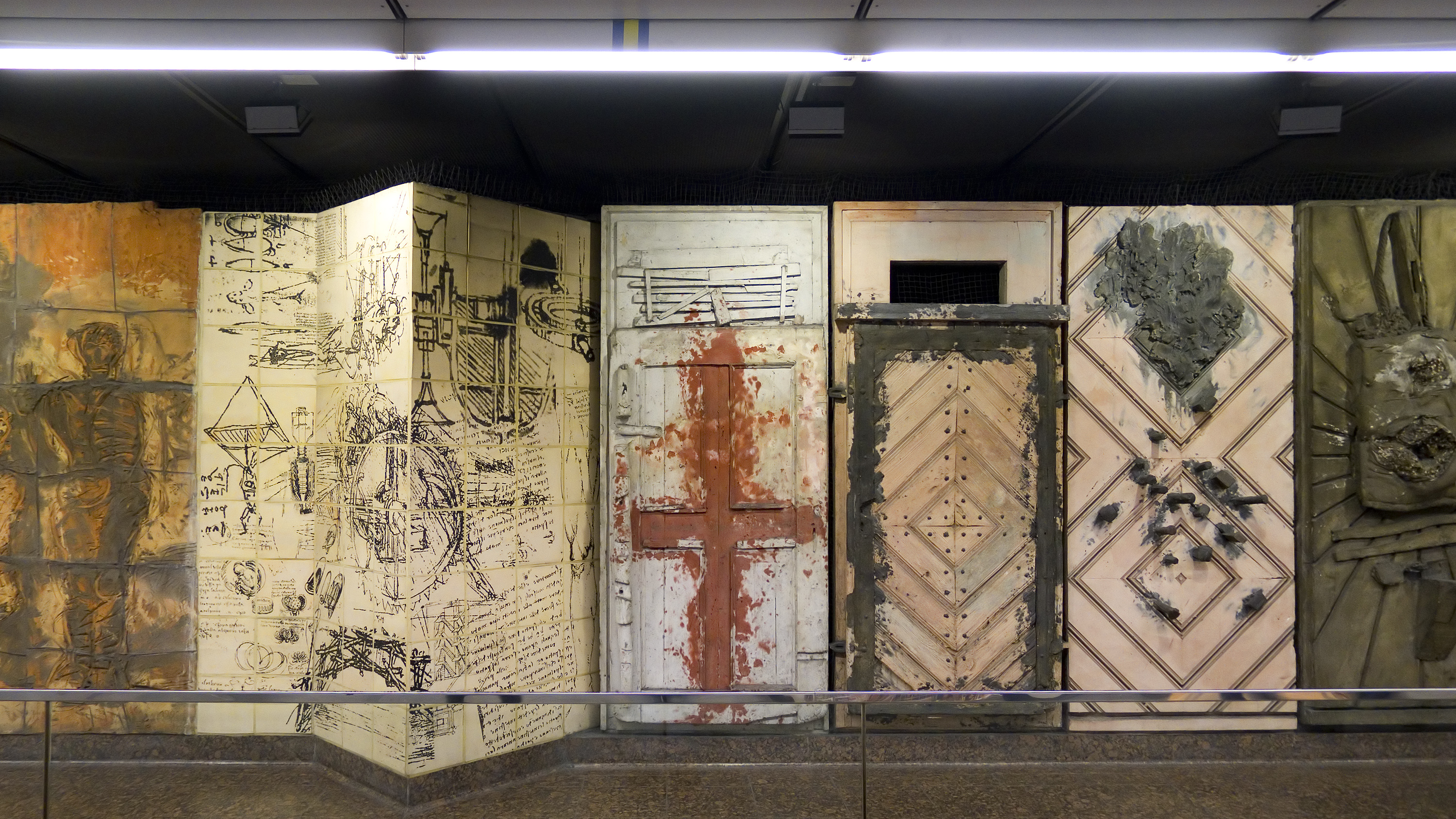
Installation, Detail